# 若栃
若栃（わかとち）は新潟県小千谷市真人町にある集落である。1806年（文化3年）の古絵図では「若土地」と誤表記されていた。
小千谷市の中心街から車で約15分ほどの場所に位置し、標高は約200m。1970年（昭和40年）4月末時点では、78世帯、人口371人であったが、過疎化が進んだ現在では、29世帯、人口80人となっている（2021年2月末時点）。

## 地理

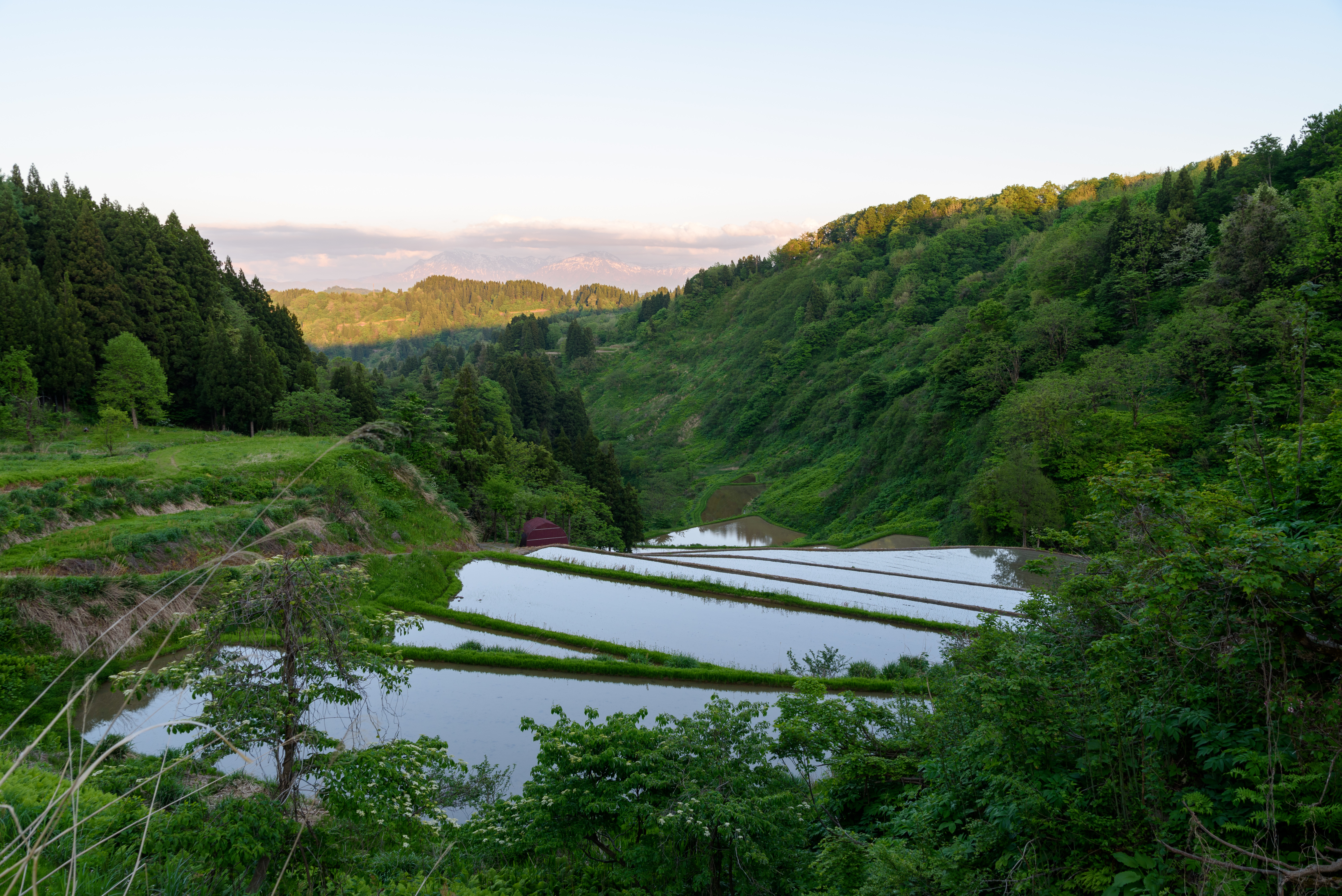
若栃集落の棚田の様子(夏)

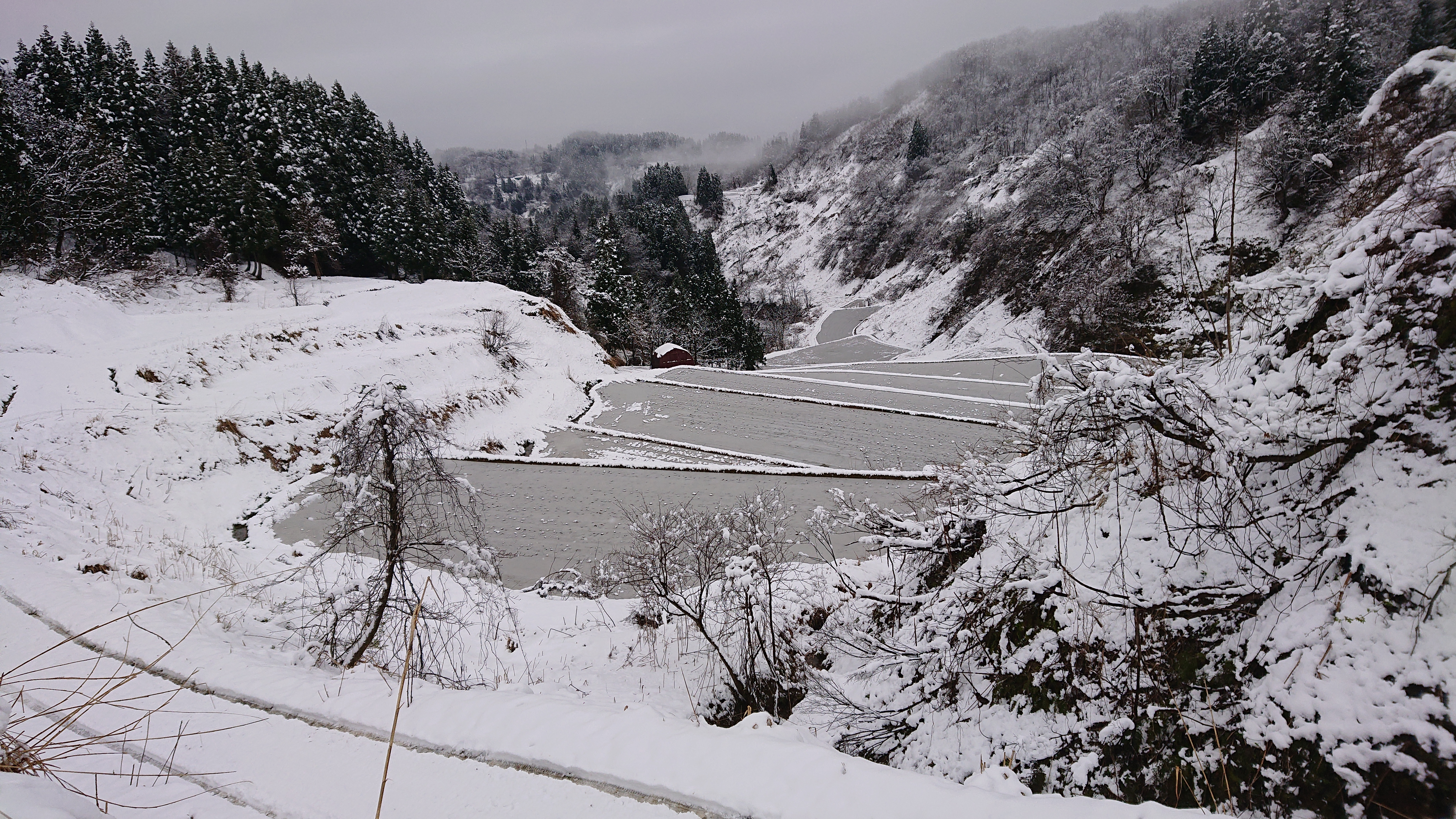
若栃集落の棚田の様子(冬)

小千谷市真人村の下山地の中心集落で南側には真人沢川が流れている。川と並行して対岸に山脈の稜線が走り、急斜面や断崖が形成されているため、一村の形成には困難な地形となっている。県道を北山方面に向かう道の途中の崖に真人ムジナ伝説で有名な洞窟「ムジナの穴」がある。
また、豪雪地帯としても知られていて冬季は積雪量が3 mを越し、国土交通省が指定する「特別豪雪地帯」の指定区域（2020年時点）に入っている。1986年（昭和61年）には、集落内から木造平屋構造のコミュニティセンターの合理的施設運営の推進と豪雪対策のため、温水循環式装置の融雪屋根に改良され、設置された。増築工費は2900万円。1987年（昭和62年）2月には市議会の克雪対策特別委員会も若栃を訪問したが、この年の冬季は暖冬小雪であったため、効果測定のデータが集まらなかった。小千谷市内でもトップクラスの豪雪地帯とも認知されていることから、2012年（平成24年）には、当時豪雪対策本部長を務めていた谷垣総裁（自民党）等が豪雪状況の視察に来ている。

## 歴史

### 中世以前

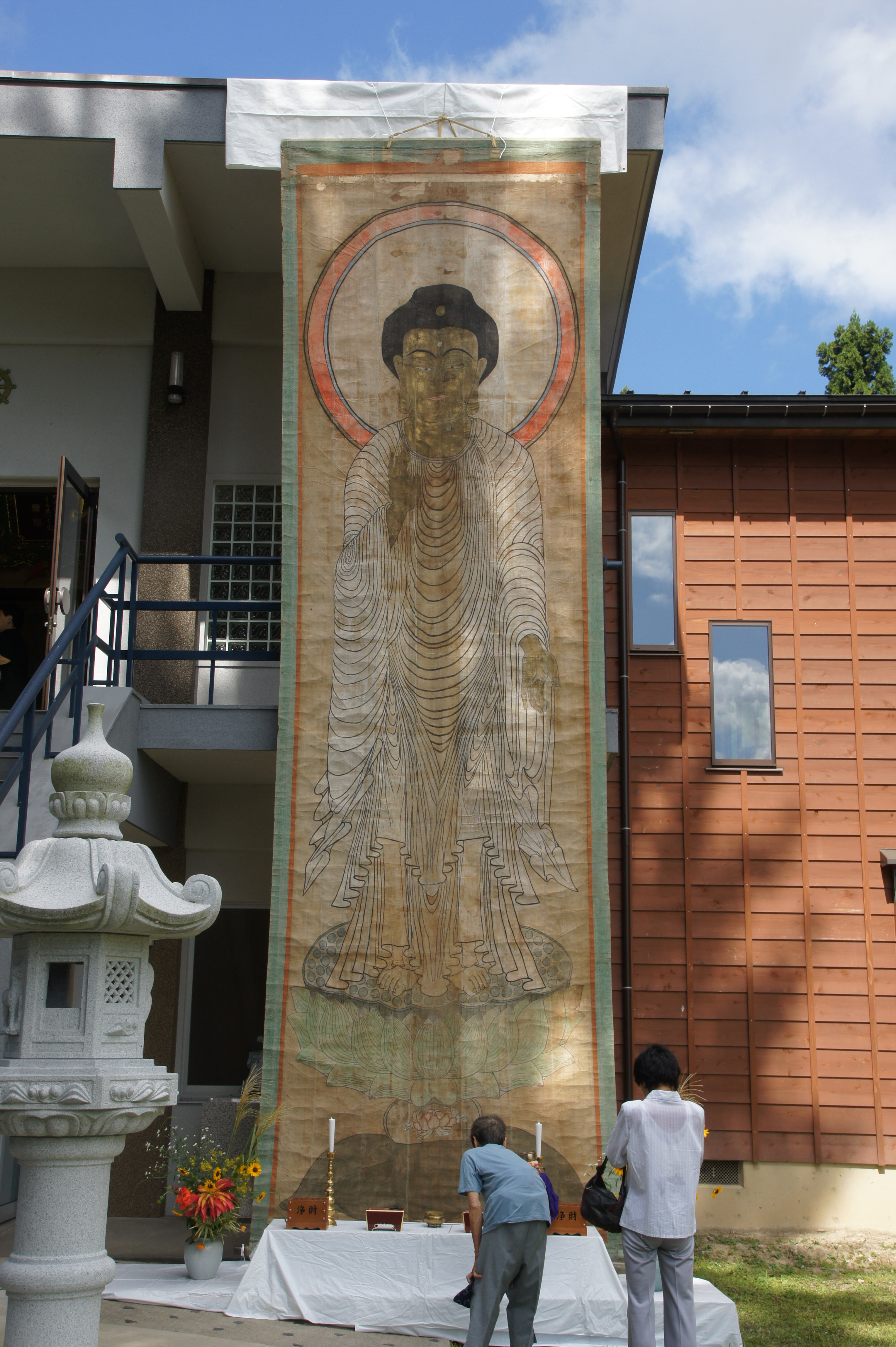
正応寺　火定隠居掛け軸

室町時代以前の史料は残っておらず、初出は1598年（慶長3年）。同年5月10日に円満寺2世盛岩文栄によって若栃正応寺が創建された。

### 近世

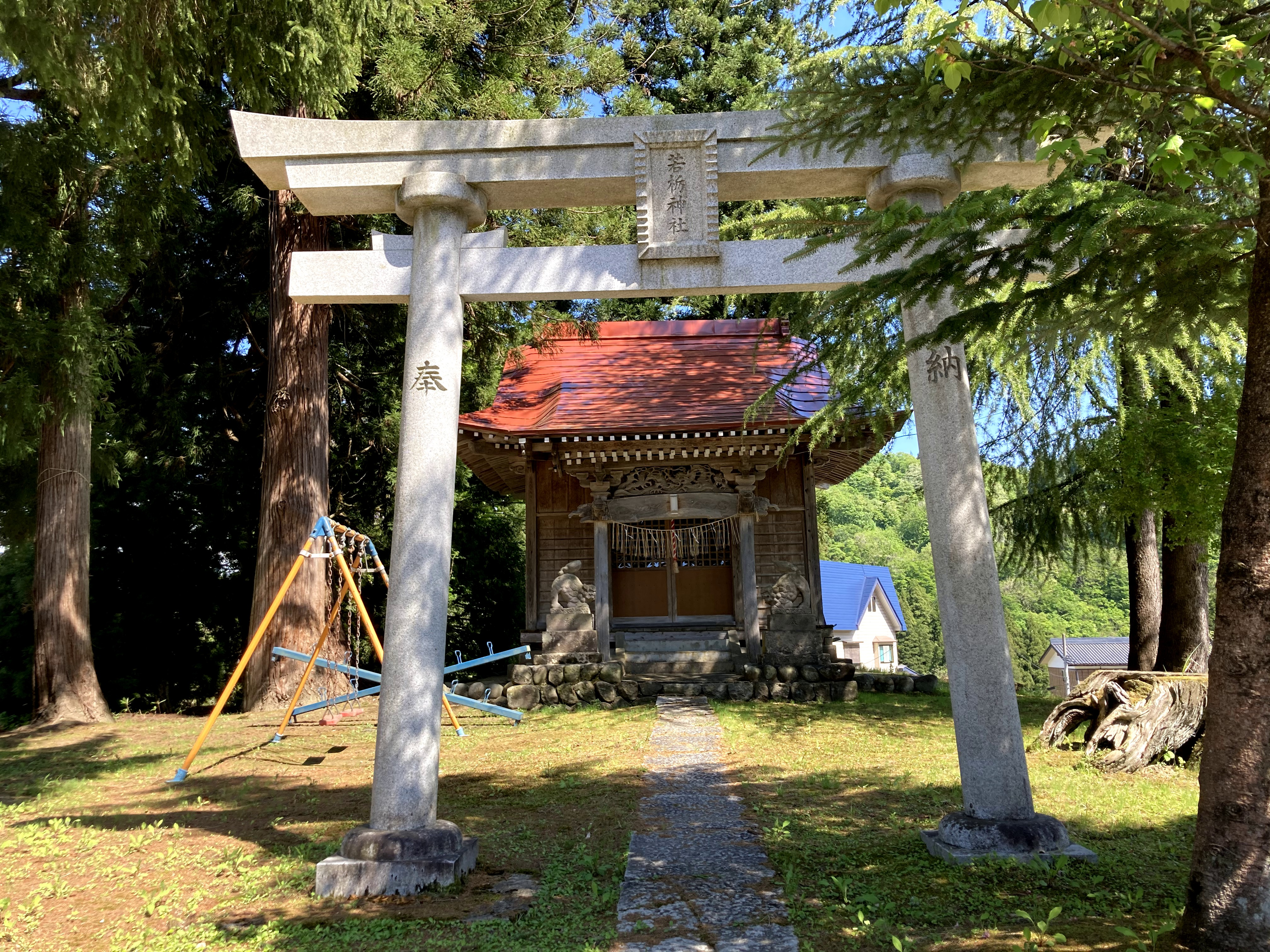
若栃十二社神社

1841年（天保12年）8月、ムジナの被害に悩まされた村民が若栃の助右衛門、庄兵衛、仙右衛門とともに願人となり代官所に退治を依頼した。小千谷陣屋の代官永井孫太郎が指揮をとり同年10月29日に退治を開始した。10日間と延べ446の人員を要し、70匹を退治し戦果を挙げた。

### 現代

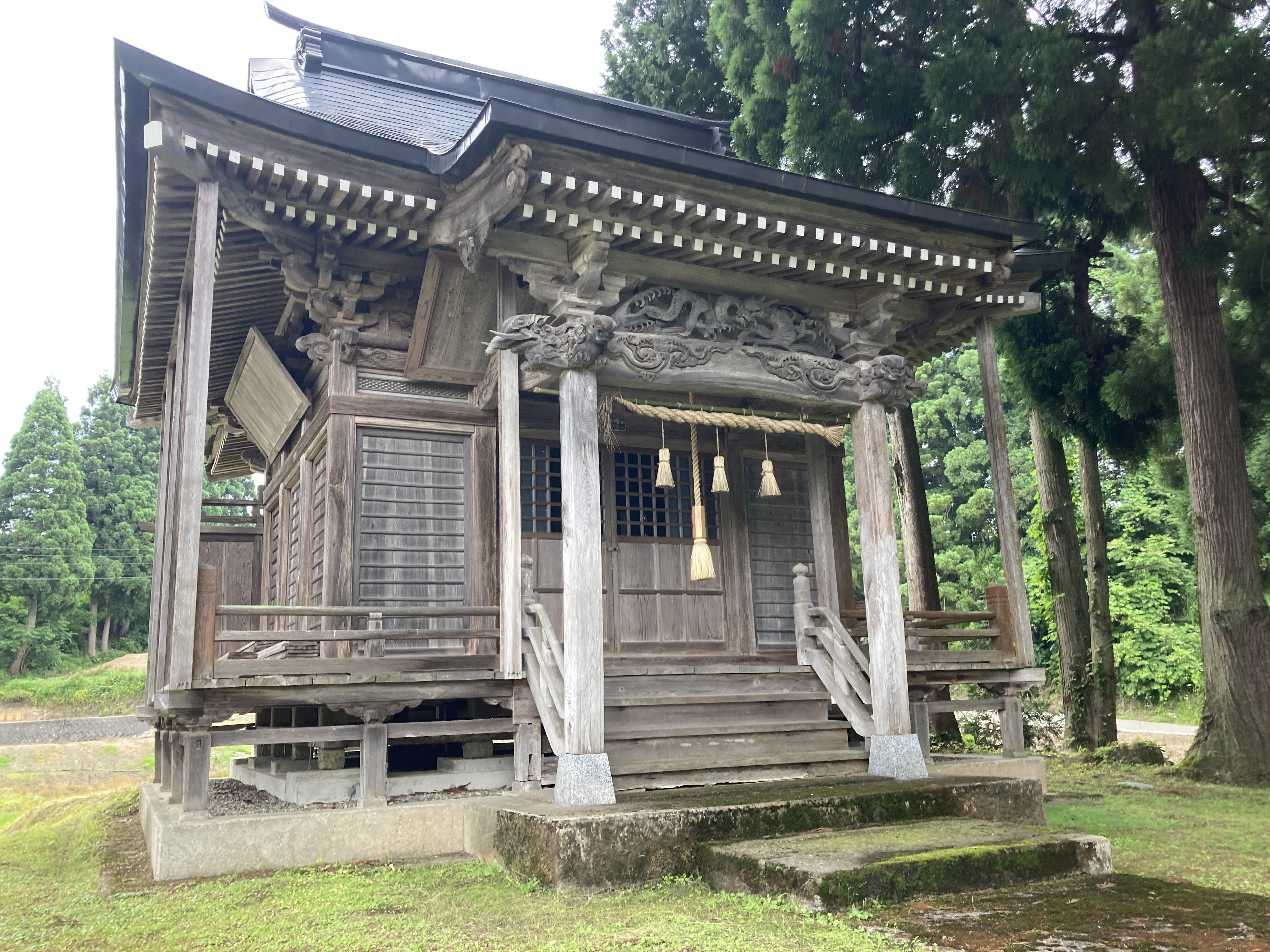
若栃の妙義山神社

戦後から徐々にインフラが整っていくが、中山間地帯の僻地ということもあり、市街に比べると普及が遅かった。まず、1957年（昭和32年）に地元民から長野郵政局と電々本省に電話架設の陳情が出されていたことから、1957年（昭和31年）度の無電話部落解消五カ年計画の部落調査書のなかから若栃小学校が選ばれ、依託公衆電話が設置された。水道は、1962年（昭和37年）に地元民有志で若栃簡易水道組合が設立され、湧水を飲料水として利用していたが、渇水期に水不足になることがあり、その際はタンク車の緊急給水などを受けていた。そういった問題から2009年（平成21年）から敷設工事が始まり、翌年の2010年に上水道が完備されるようになった。路線バスに関しては、1987年（昭和62年）に県道小千谷-大沢線の過疎バスが延長され、若栃集落内でもバスが利用可能になった。2004年（平成16年）10月には小千谷-市之沢-若栃線のバスが路線変更され、四ツ子経由が上ノ山4丁目から打越-吉谷保育園-吉谷小学校-高畑を通る路線となったが、2021年時点では、朝便以外予約制の乗合タクシーとなっている。
豪雪地帯で中山間地帯ということもあり、土砂崩れや雪崩なども頻繁に発生している。1984年（昭和59年）2月17日、大規模な雪崩が発生し、土木作業中員3名が雪崩の下敷きとなり1名が死亡、2名が負傷した。2005年（平成17年）3月24日には県道小千谷大沢線で土砂崩れ、2012年（平成24年）4月26日にも県道小千谷大沢線で土砂崩れが起き、土砂が県道を塞いだ。特に若栃小学校裏手の斜面で土砂崩れが頻繁に発生し、1994年（平成6年）11月に土砂崩れ、2004年（平成16年）には7月の豪雨と10月の新潟中越沖地震により2度土砂が流れ込み、校舎とグラウンドに被害を及ぼした。

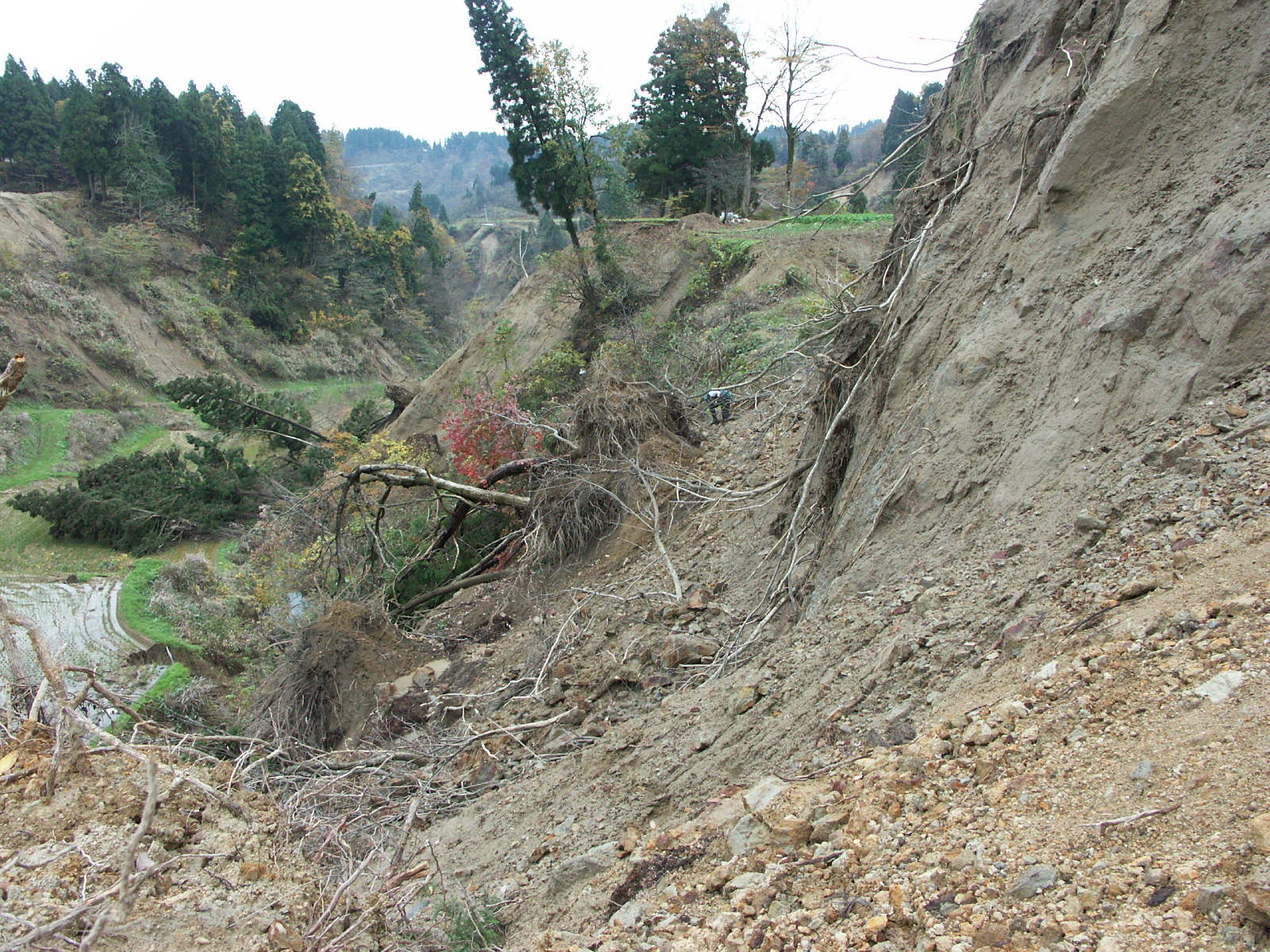
中越地震による土砂崩れの被害

また、前述した新潟中越沖地震の際、被害は小学校だけに留まらず民間家屋などにも影響が及び全世帯が損壊し棚田が崩れるなどした。しかし、この経験が生かされ2011年（平成23年）に東日本大震災が発生した際は、被災者の受け入れを積極的に行なった。その結果、若栃集落の「農家民宿　おっこの木」が13人受け入れ、小千谷市において一箇所で最も多く被災者を受け入れた事例となった。
農業振興にも積極的で、2010年（平成22年）に生産組合「百姓や」を設立。2016年（平成28年）4月には当組合を解散し（株）Mt.ファームわかとちが設立されると、農業だけでなく地域おこし事業にも注力し、地域おこし協力隊が2014年（平成26年）から2019年（令和元年）の間で4名着任した。地域おこしでは、Mt.ファームわかとちより先の2006年（平成28年）に設立された市民団体「わかとち未来会議」が活発に活動。2010年（平成22年）に茅葺木造2階建ての古民家を改修し、「農家民宿　おっこの木」を運営するに至った。また、「農家民宿 おっこの木」は2016年（平成28年）8月1日に国の登録有形文化財に登録された。

## 教育

### 小千谷市立若栃小学校

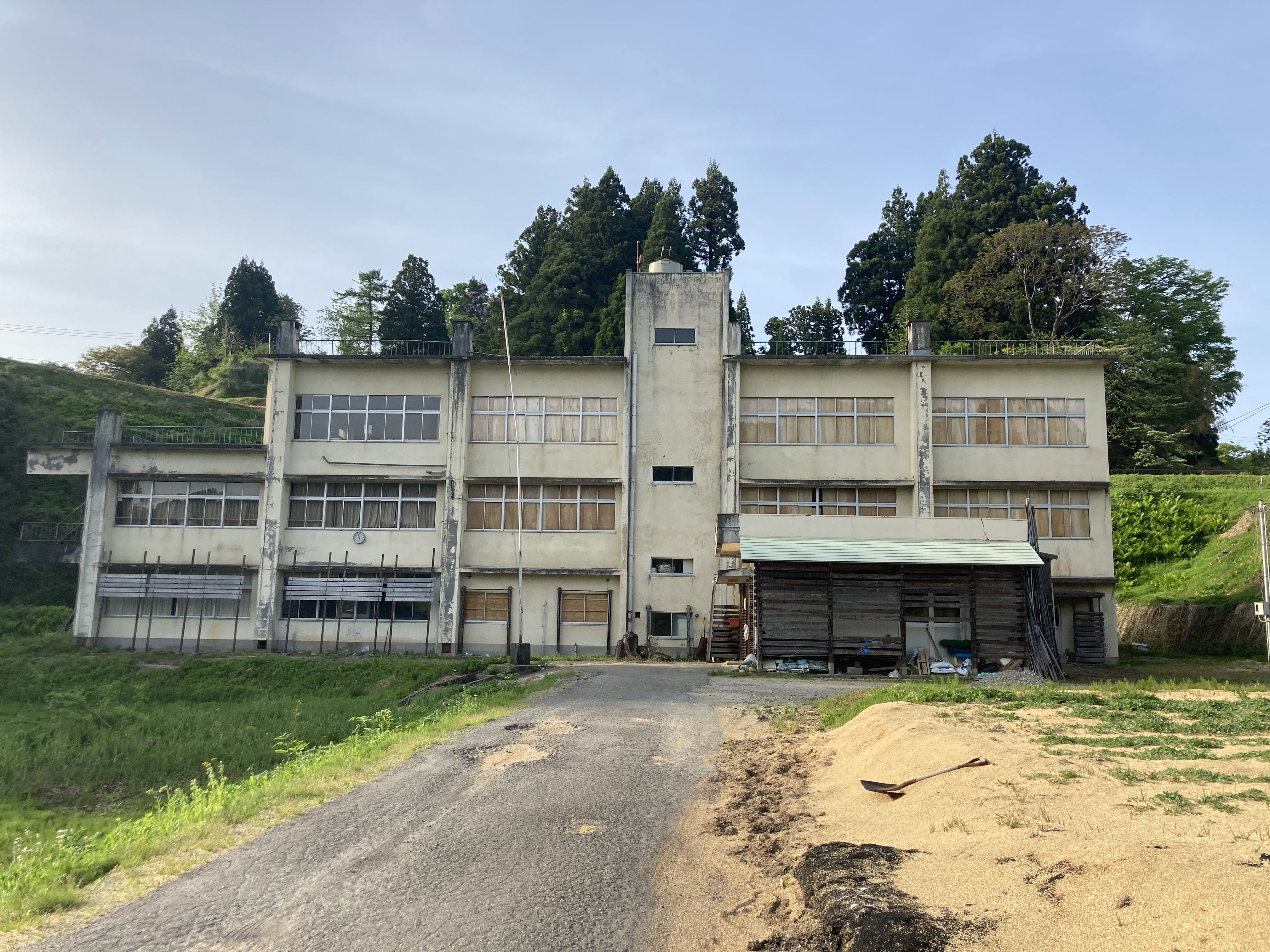
若栃小学校

真人町の山間地域では最初に開校され、最後に閉校した、長い歴史を持つ小学校である。1874年（明治7年）に第十二大区一小区仁田小学校の最寄組合より脱し、第六中学区第一小学校若橡校として正応寺を借館し、開校創立式を挙行した。創立当時は、修業年限が上級科・下級科通して8年であった。1909年（明治42年）、中魚沼郡真人村立若栃小学校に改称され、義務年限6年となる。1940年（昭和15年）には、校歌が制定され、市野沢集落出身の渡辺正が歌詞を提供した。。1929年（昭和4年）には校旗が制定され、1964年（昭和39年）の創立90周年記念式の際に新調、その時に校章もあわせて制定された。1955年（昭和30年）、真人村が小千谷市と合併した際、小千谷小学校市立若栃小学校と改称される。

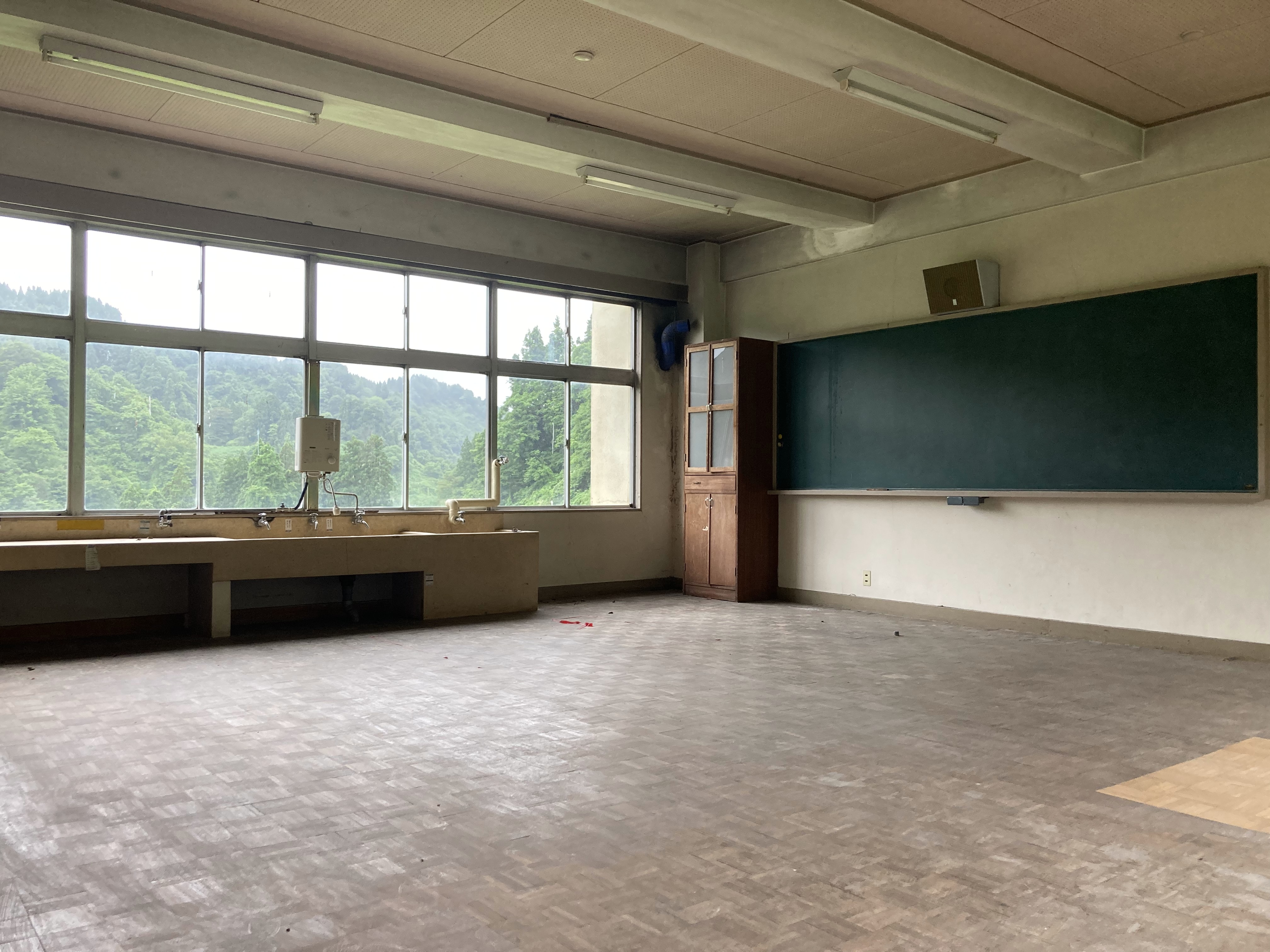
廃校となった若栃小学校の理科家庭科室

1975年（昭和50年）には、学校給食の炊事ができないほどの水不足に悩み、生徒達は水筒を持参した。元々、若栃小学校は夏になると小規模水道が原因で水不足に悩まされていた。また、同小学校は食育に力を入れていて、同校の児童は勤労学習と情操教育として地元民から土地を借り全学年児童がサツマイモや落花生、餅米などの農作物を耕作していた。収穫の際は、地元民を招き、収穫祭を開催したり餅米は特別養護老人ホーム“小栗田の里”に贈った。これらの社会奉仕が評価され、1986年（昭和61年）3月には社団法人「小さな親切」運動本部より実行章の表彰を受けた。他にも、1988年（昭和63年）県教育委員会の学校給食優良学校の表彰の際に準優良校として選ばれた。同校は市内でも早期に米飯給食を取り入れ、週5回の給食を米飯に切り替えておりその米も児童が定期的に自宅から持ち寄るなど、地産地消を進めていた。また、上記にある児童の農作物の耕作や四季に合わせて外で給食を食べる“オープン給食”など多彩な活動が表彰された理由であった。
1994年（平成6年）以降、いくつかの災害による被害の記録が残っており、同年11月には若栃小学校裏手の崖で土砂崩れが発生し、下方の池に直撃した後に同校グラウンドに土砂が流れ込んだ。校舎に破損はなかったが、全児童が早退する事態となった。1995年（平成7年）は豪雨のため「間府」決壊し臨時休校。2004年（平成16年）7月18日午前0時半には、豪雨災害により、校舎後ろ400メートル上に位置しているため池が決壊。約3000トンの土砂が斜面を下りグラウンドを泥で埋めた。しかし、校舎に損壊はなかった。2004年（平成16年）に発生した新潟県中越大地震の際は、グラウンド・校舎に被害を受けた。中越震災後の10月23日から11月7日までは避難所として利用された。

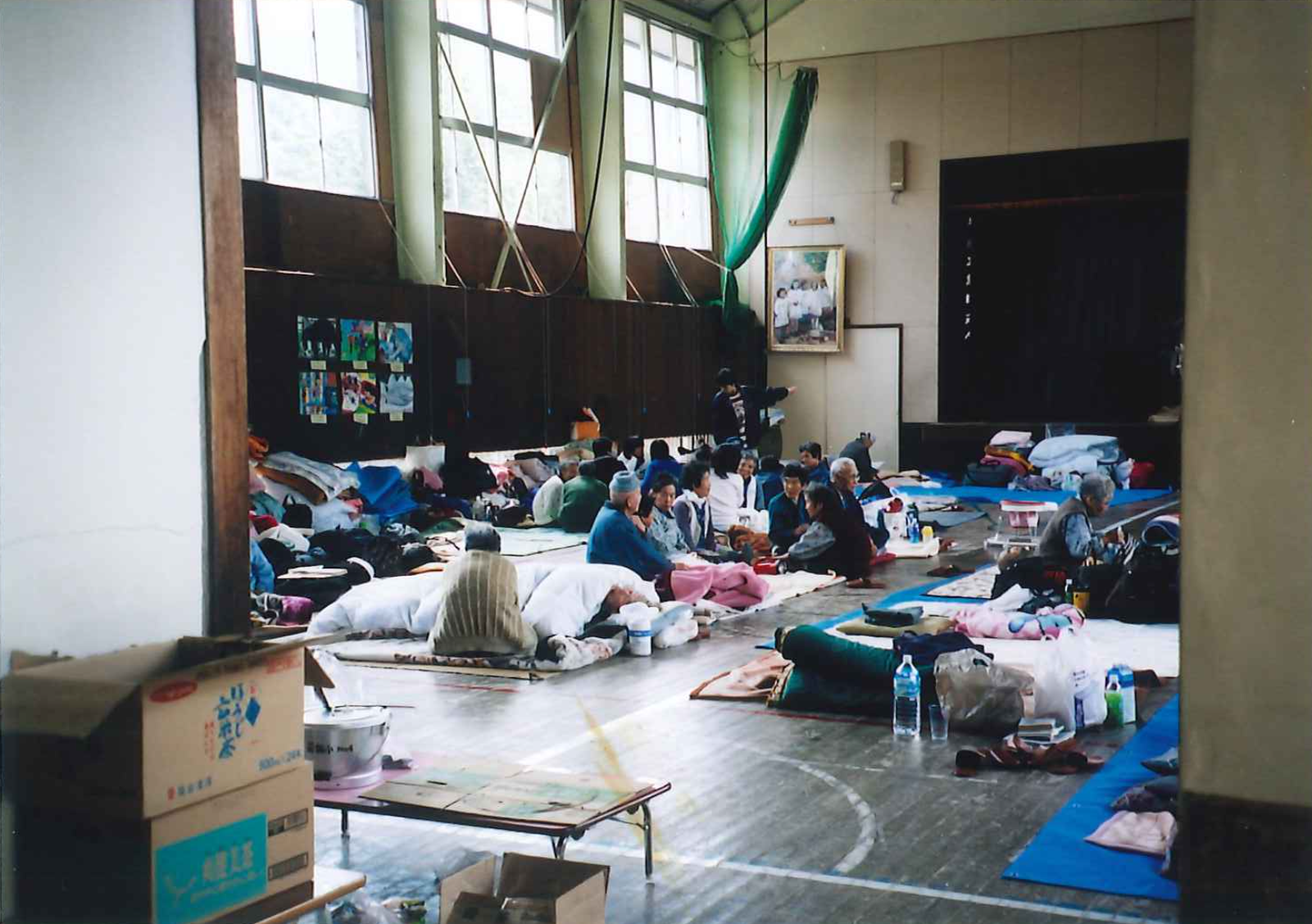
中越地震の際は、地元民は若栃小学校体育館に避難した

2005年（平成17年）3月、過疎化により閉校した。3月5日に閉校記念式典・お別れ会が催され、約200名が参列した。また、前年11月には児童数と同じ16本の桜の苗木が、グラウンドと校区に記念植樹された。そして、2005年（平成17年）4月小千谷市立吉谷小学校と統合し、若栃小学校に通っていた児童は登下校に路線バスを利用することになった。
市の統合案と地元民の意見の相違
閉校の際、元々市教育委員会は小学校再編構想として「若栃小学校は岩沢小学校へ統合」との案を提示していたが、地元民がすぐに反応し、若栃小学校統合対策委員会を結成し「統合先は吉谷小学校」を地元意見としてまとめ、要望書を提出した。「吉谷小学校への統合」を希望した理由としては、(1)岩沢小学校より吉谷小学校の方が近いことと (2)保護者の勤務先が市街地であることから、送迎の利便性が吉谷小学校の方が高いこと (3)未就学児が吉谷保育園に通っていること (4)路線バスが若栃校区ー吉谷校区を通っていることが挙げられた。特に(4)に関しては、当時の6年生までは若栃へき地保育園に通っていたが、5年生からは若栃へき地保育園の閉園に伴い吉谷保育園に通っており、顔馴染みの児童が多く当時行われていた吉谷小学校・若栃小学校合同で行われた親善スキー大会でも仲が良い姿があったからである。

## 文化・暮らし

### 主な催事

#### わかとち春山散策

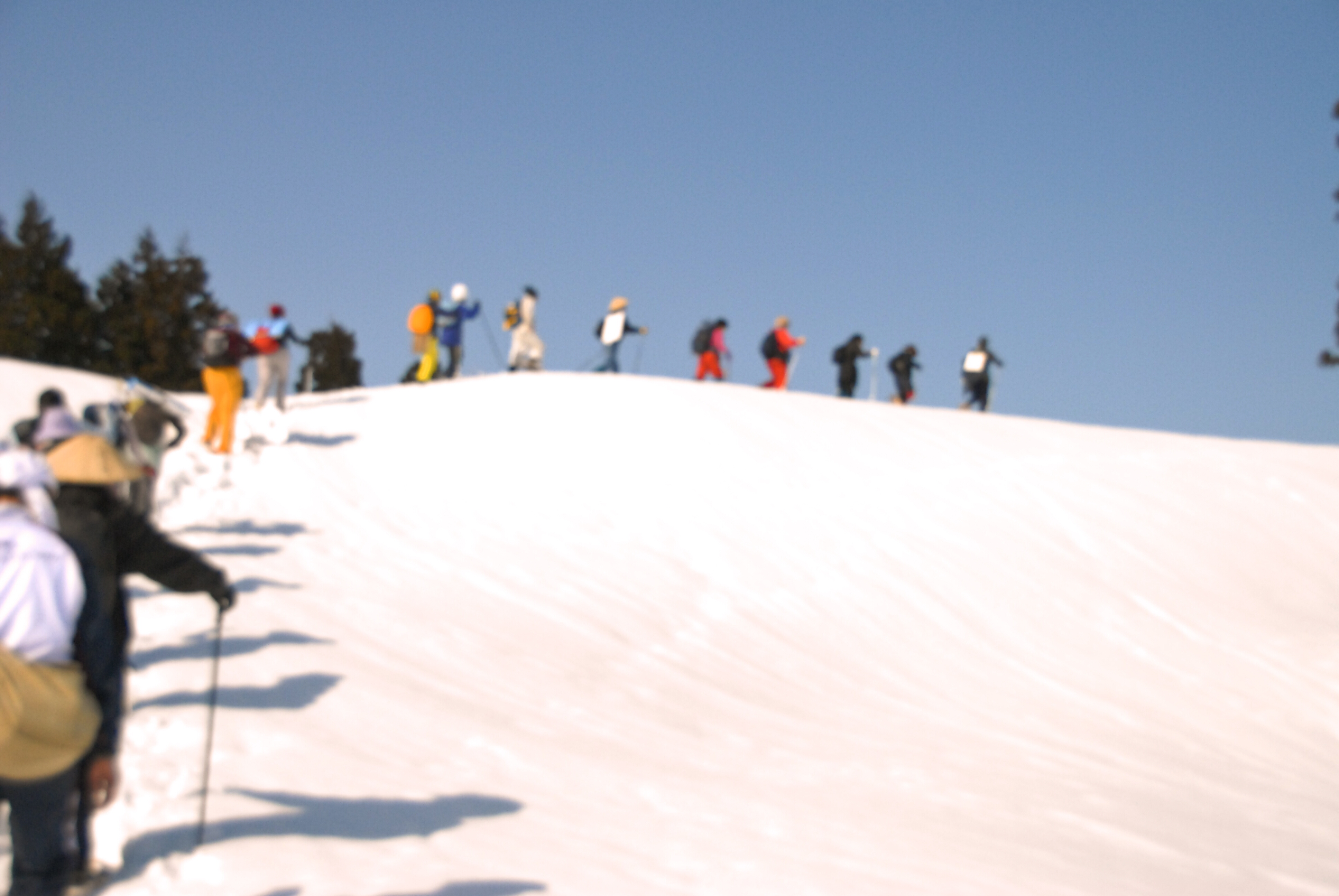
わかとち春山散策の様子

毎年3月、若栃と旧小国町の境の山々の屋根づたいを約6時間歩き、春の自然をみる。元々は野ウサギ追いを行っていたが、野ウサギの数が減ったためレクリエーションも兼ねて春山散策に切り替えられた。

#### 盆踊り
毎年8月15日に、町内会主催で若栃グラウンドで開催されている。昔は境内でも踊られていた。日程は近隣の集落の盆踊りと重複しないように相談されて開催され、8月から囃子の練習が始まり、盆踊りの準備は前日に行われる。集落内の作業所に組み立て式の櫓が保管されてあり、町内会が組み立てる。大太鼓は若栃十二神社に保管されているものを、小太鼓は芸能保存会のものを使っている。

#### 若栃秋祭り

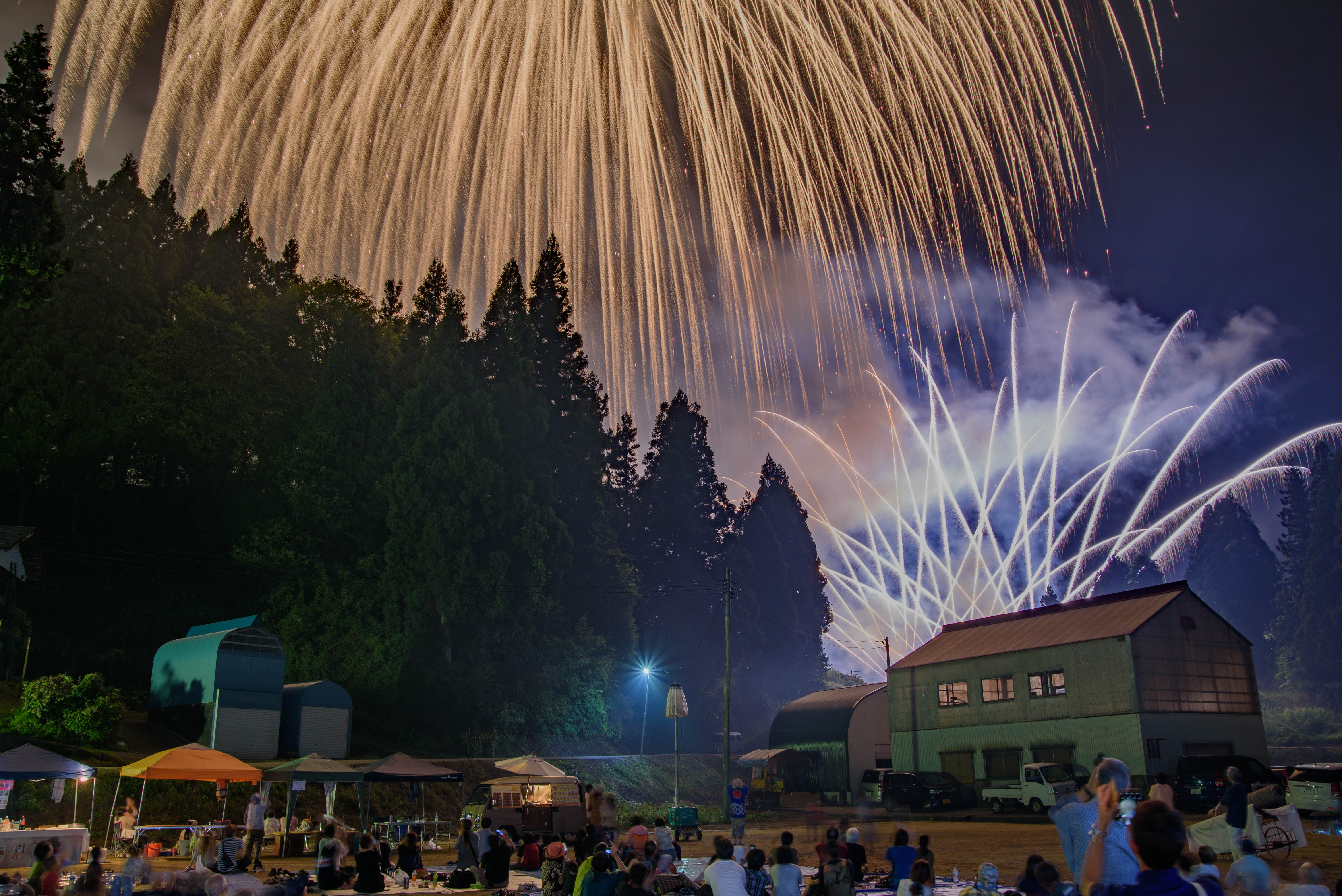
若栃秋祭りの打ち上げ花火

1999年（平成11年）から若栃十二神社祭礼に合わせ、毎年8月末に開催。フリーマーケットや音楽会、民謡芸能などが催され、夜になると花火大会が行われる。

#### わかとち収穫祭

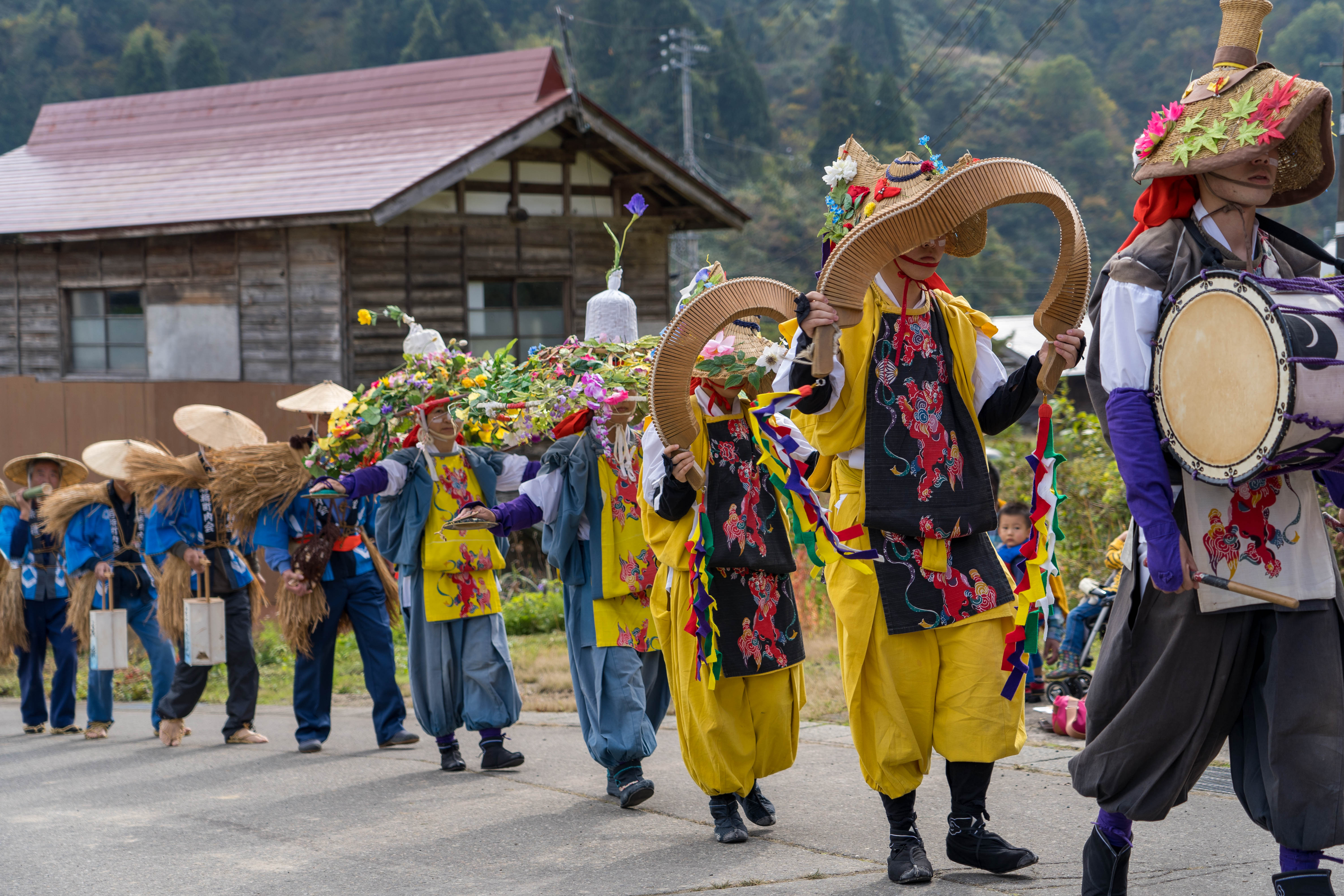
わかとち収穫祭の様子

新潟県中越地震で被害を受けた地域を元気づけるため、2005年（平成17年）から、わかとち未来会議が主催している。豊作を祝う楽劇、若栃大田楽の披露、ムジナ焼酎の妙義山神社奉納、農作物の販売、餅つき大会、フリーマーケットなどが催されている。ムジナ焼酎の妙義山神社奉納は新潟銘醸（株）が真人むじなの穴に貯蔵・熟成させている焼酎の原酒を瓶に入れ、ミノなどの藁細工を身に纏い妙義山神社に奉納される。
2008年（平成20年）収穫祭では、「楽劇・大田楽」と呼ばれる田楽を現代風にしたものが披露された。「楽劇・大田楽」は総合芸術家の五世野村万之丞の作・演出。県内で「大田楽」を継承しようと活動している市民グループの「新潟わざおぎ」が小学生らと披露した。

#### サイの神行事

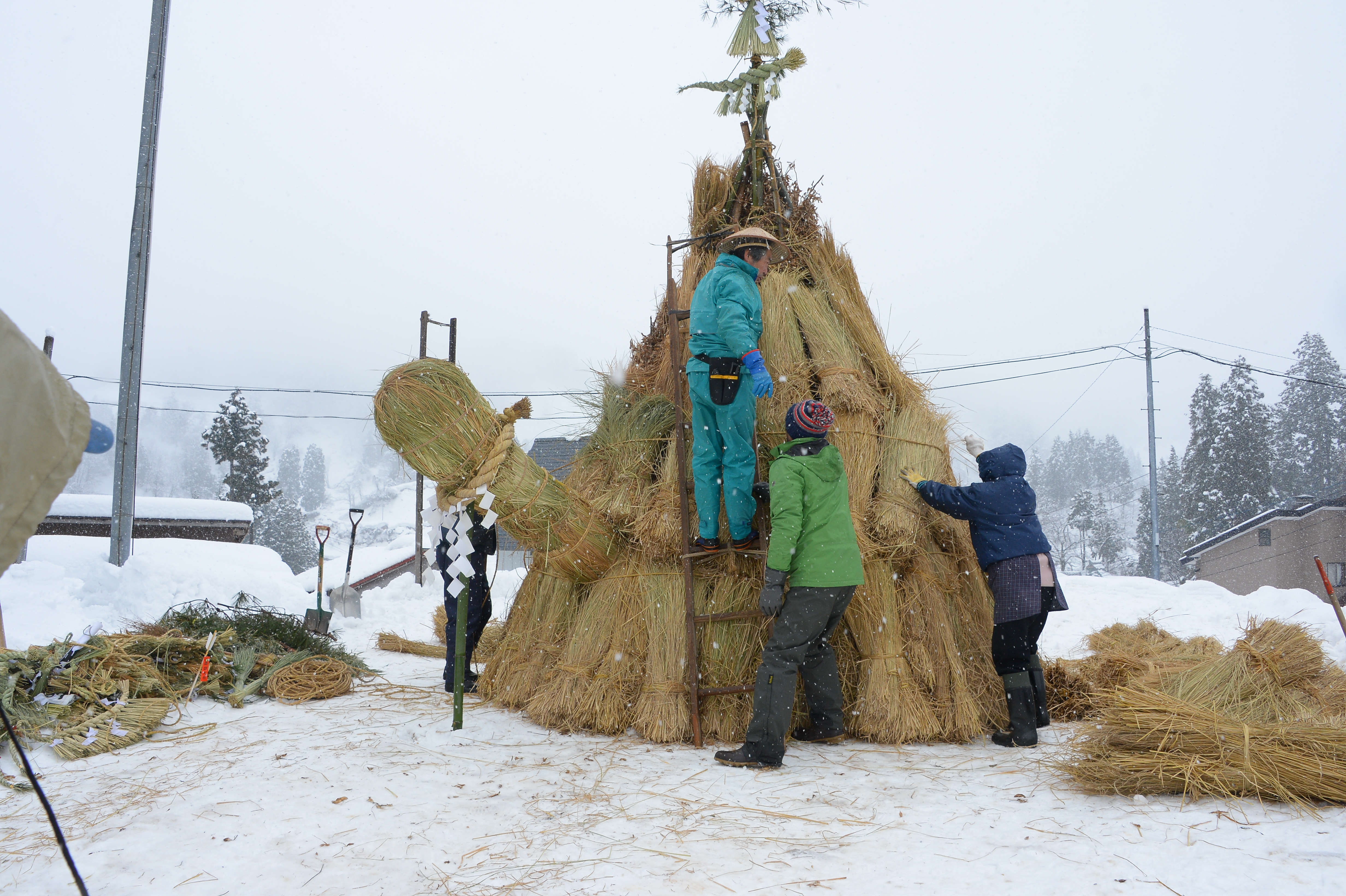
サイの神行事

毎年1月に開催される。若栃神社に伝わる石の御神体を基に1994年（平成4年）から制作を続けられているさいの神行事で、参加者は子孫繁栄などを祈願する。稲わらで作った直径50 cm長さ3 mの「ごちんたい」と呼ばれる棒は男性の隠部を模している。それを子宝を願う新婚夫婦による点火が習わしである。

### 若栃婦人消防隊（若栃婦人消防クラブ）
同集落は冬期間出稼ぎに出る者が多かったため、消防団員を夫に持つ女性を中心に若栃婦人消防隊を1965年（昭和40年）に結成されていた。1973年（昭和43年）に火災が発生した際は、自然圧消火栓を使って類焼を食い止めるという活躍をした。1981年（昭和56年）小千谷地域少年婦人防災委員会が発足されたことを機に、婦人消防クラブに改名。毎年、救急講習会や消火器使用訓練などを行っている。1983年（昭和53年）8月に開催された県消防大会では、小型ポンプ操法の模範技を披露。上記の活動が評価され、1985年（昭和60年）には日消ホールで行われた第37回財団法人日本消防協会表彰式に出席し、全国優良婦人消防隊に選ばれ同協会旗が授与された。

### 若栃へき地保育園
1989年（昭和64年）に閉園した。閉園の背景としては、園児の減少により県からの補助金を受けられなかっとことがあげられる。県からの補助金は1日平均10名以下が2年続くと3年目に補助金を受けられなくなる仕組みで、当保育園の園児数は1995年（平成7年）は、10名、補助金約330万円で、1996年（平成8年）度は同人数の10名、約350万円。1997年（平成9年）度は前年を下回る7名となり、補助金を受けられなかった。その為、1998年（平成10年）度に通う予定だった5名は、吉谷保育園に通うことになった。また、送迎タクシーの代金は市が全額補助をしていた。

### 独特な風習
- 小千谷市の文化として、男性の42歳の厄落としをキンタマオトシなどと称し、盛大に振舞う風習があり、1969年（昭和44年）当時の若栃では、42歳の男が浦佐の毘沙門天の裸祭に必ず参詣をして押し合いに参加していた[50]。
- 3月3日のひな祭りは、一般的な雛人形を飾るのではなく、赤や紫の紙や布で作って床の間に飾り、節供が終わるとサイの神を焼く場所で焼いていた[51]。
- 春の彼岸の際は、祖先祭として墓地に雪洞を作る。その雪洞の上に椿か杉の枝をさし灯明をあげ、若栃では雪洞の前（集落により位置が異なる）で藁を焚き唱え言を唱えていた[51]。

## 名所

### おっこの木

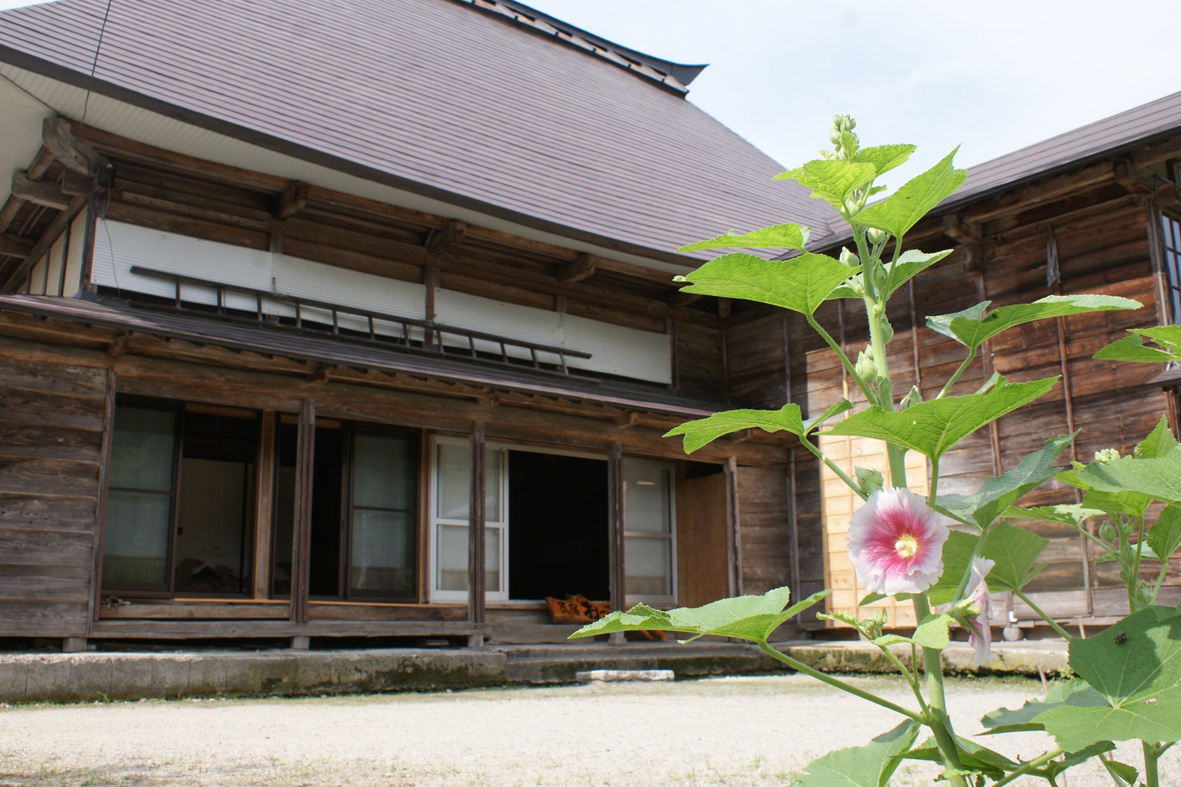
おっこの木

おっこの木は、江戸時代の1867年（慶応3年）に建てられ、2010年（平成22年）に改修され、築150年を超えた。茅葺木造2階建ての造りをしており、東北地方や新潟県などの雪国でみられる中門造となっているため前中門と主屋が同じ建物にある。国土の歴史的景観に寄与しているものであるとして2016年（平成28年）8月1日に国指定文化財に登録された。所在地は新潟県小千谷市真人町十二所戊2518。現在は、農家民宿「おっこの木」として宿泊施設となっている。

## 伝説・言い伝え

### 真人ムジナ伝説

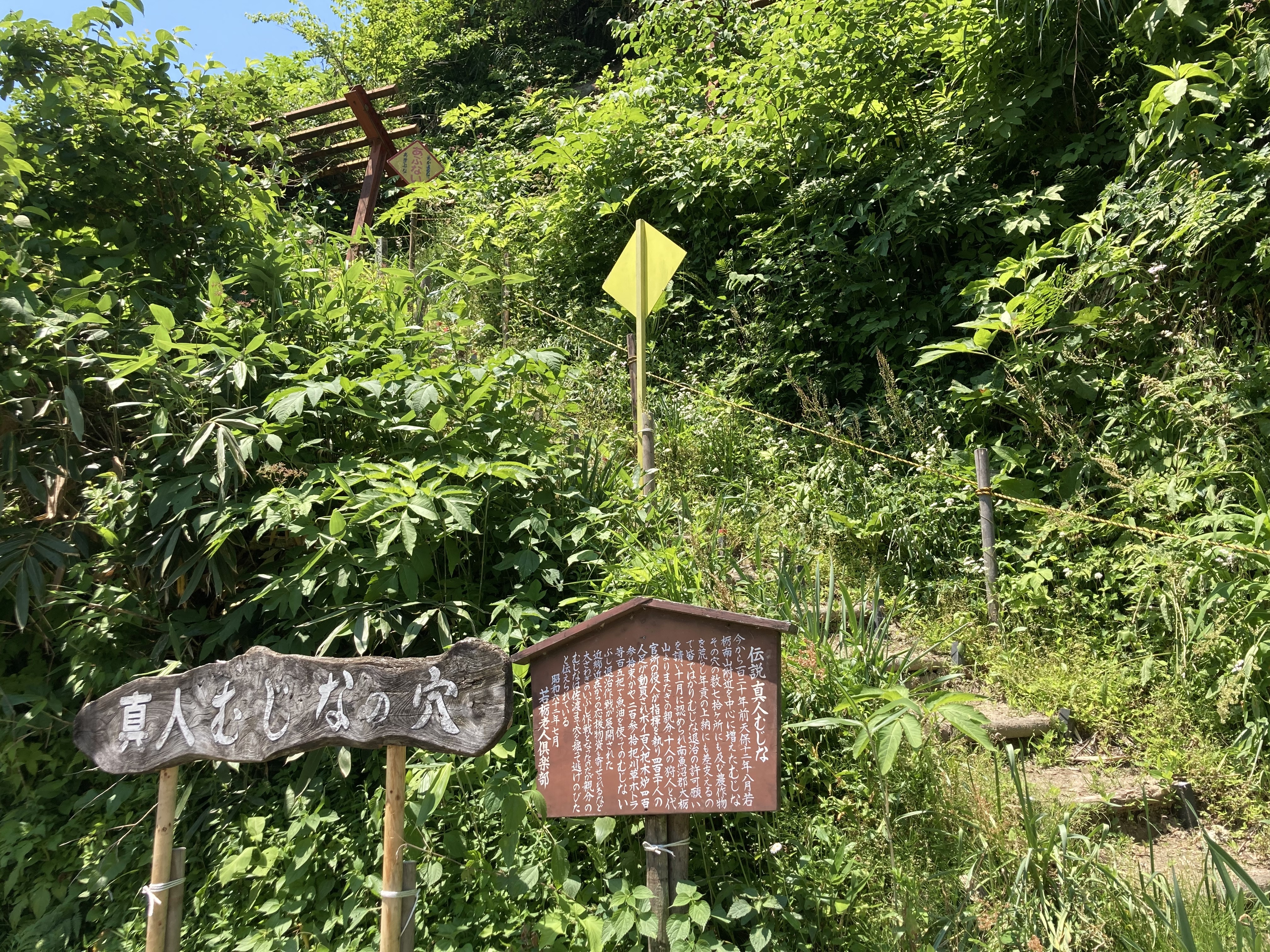
県道から見えるムジナの穴

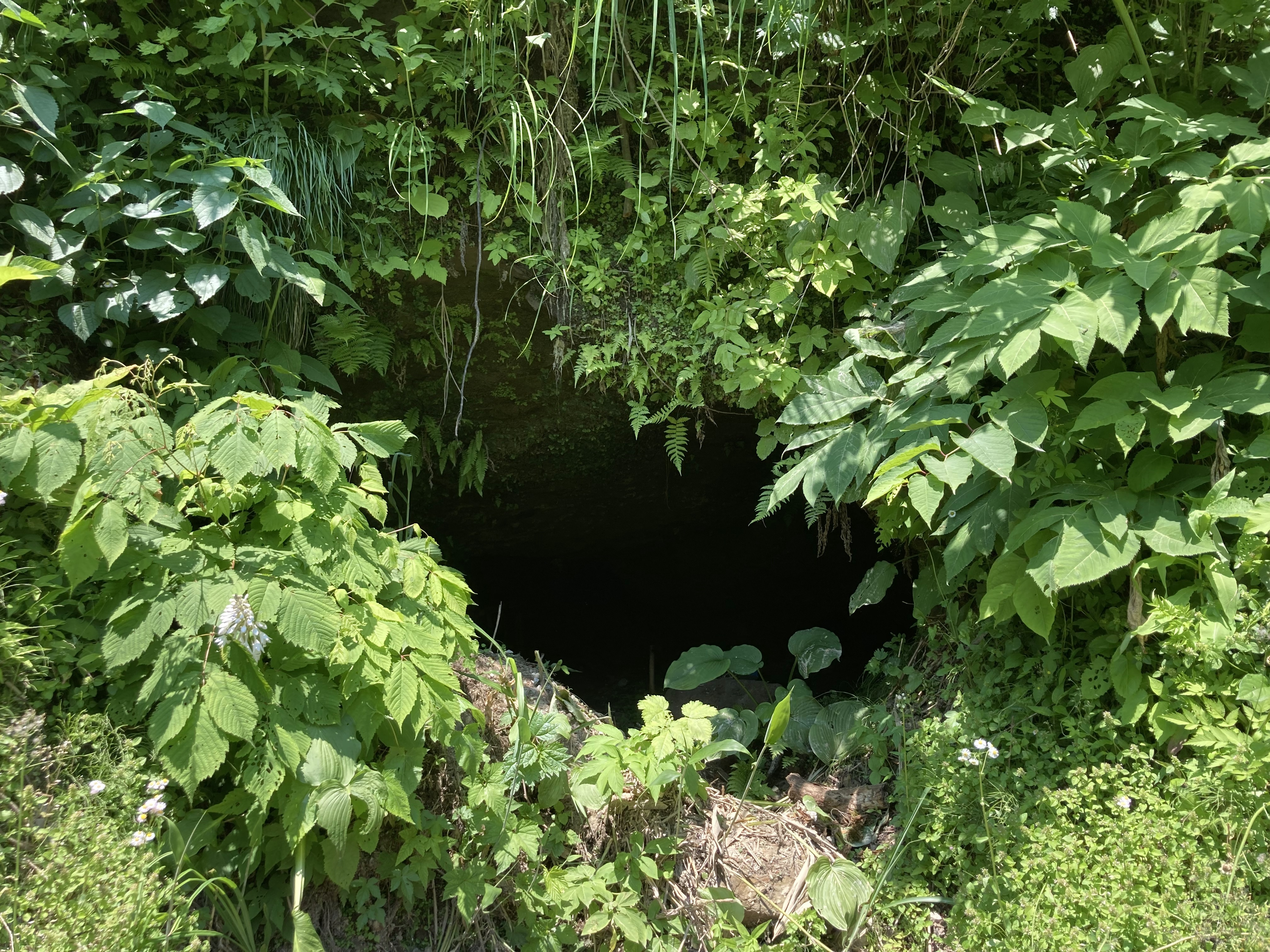
ムジナの穴

昔、若栃集落の南山に沢山のムジナが住んでいて悪戯で村人を困らせていた。それにたまりかねた村人たちは自分達で退治することを諦め、代官所にムジナ退治を依頼した。そして、代官所から大勢の人がやってきて退治を始めると、ムジナ達は南山の大穴の奥に逃げたので、燻り出すために穴に煙を送り込んだ。しかし、送り続けてもムジナ達は一向に出てこず、1時間ほど経った頃、佐渡島の金北山から煙が上がるのが見えた。ムジナ達は穴を掘り佐渡島まで逃げてしまった。
伝説として残る"真人ムジナ伝説”であるが、実際に当時の古文書（田中助右衛門家文書）が残っていて、ムジナ退治は行われていたが上記の伝説とは異なり、10日間と延べ446人を要し、戦果として70匹を挙げたとある。現在は、内部に柵が設置されていて立ち入り禁止となっている。

### 身代わり本尊
昔、若栃の正応寺に美男の小僧がおり1人の娘と恋に落ちた。しかし、僧侶と娘の関係は許されないものであった為、小僧は和尚を殺して恋人と寺を手に入れることにした。そしてある晩、和尚が眠っている寝室に忍び込み頭に釘を打ち込み殺した。しかし、翌朝本堂から何もなかったかのように和尚の読経の声が聞こえ、本堂を覗くと和尚が座っており、和尚の先にあった本尊さまの頭に釘が打ち込まれていてそこから血が流れていた。本尊さまが和尚の身代わりとなっていた。それから間も無くして、小僧は近くの谷底で死に、娘は遠い町で狂女となって彷徨った。

### 火定隠居
昔の正応寺住職が偉い僧侶になった後、山奥で自分で木を組み火をつけ成仏した。その時、たまたま通りがかった僧侶が向い坂から若栃の方に目をやると、5色の雲が降りてすぐに天に登った。その際、火定隠居が成仏されたそうである。また、昔から火定隠居が時折鐘を叩くという話もある。

## 産業

### Mt.ファームわかとち

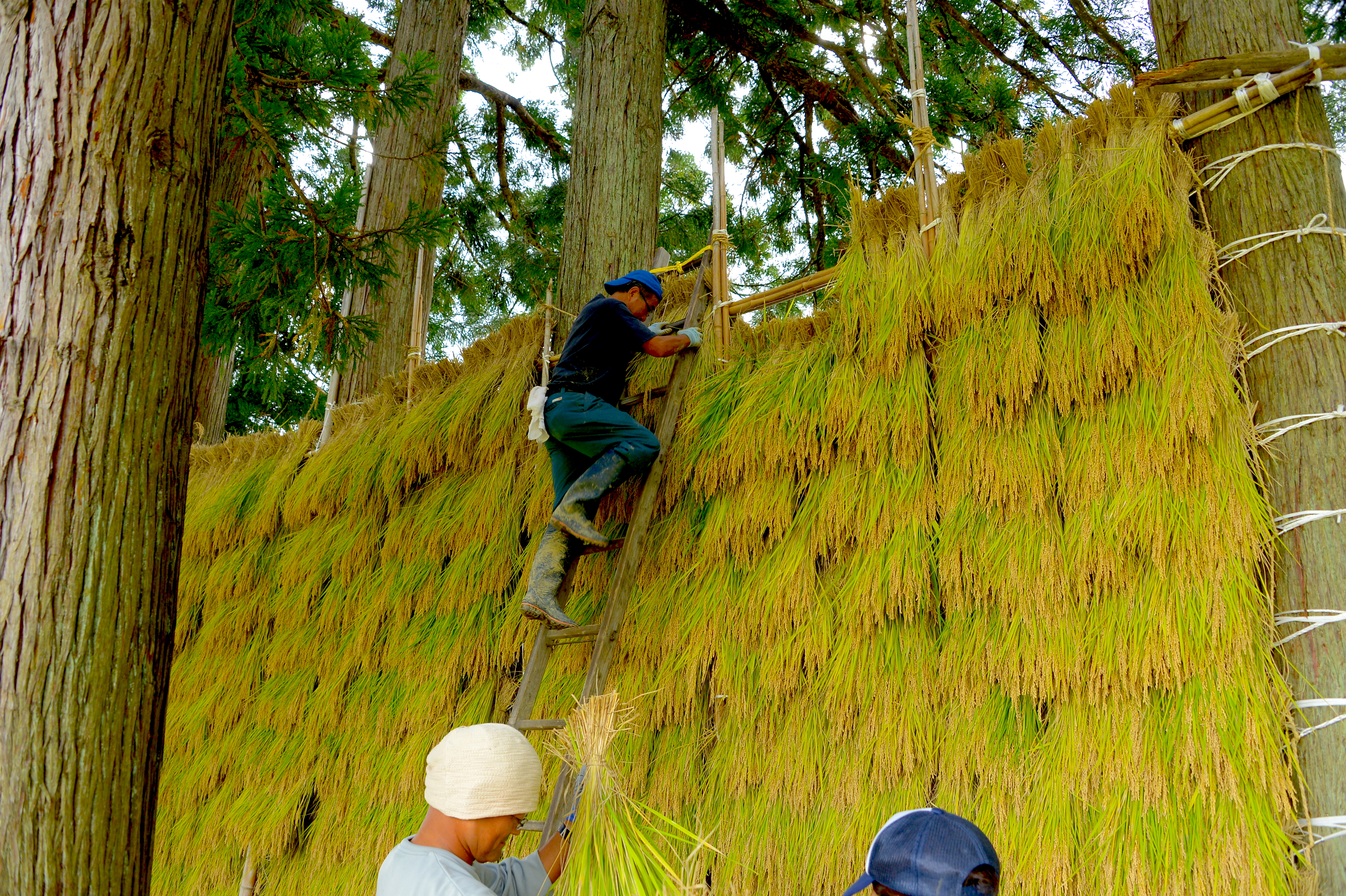
Mt.ファームわかとちのはざかけの様子

2016年（平成28年）産組合「百姓や」を解散して(株)Mt.ファームわかとちを設立した。地元民15人が株主となり、資本金は160万円であった。若栃集落や近隣3集落の水田の作業を請負い、地元で収穫した米や農作物の販売を通じ中山間地での所得向上の仕組み作りや産業創出、地域ブランド確立を目的とすした約15 haの圃場を管理している（受託も含む）。以前から、同集落は「わかとち未来会議」でワークショップを開催したり、農家民宿「おっこの木」の営業などの活動をしていたが、会社設立は目標の1つであった。農作物のみでなく、地元で収穫した山菜の漬物の生産加工・販売もしている。材料は集落内で採れたものを使用しており、採集から製造、パック詰めなど全て地元民が手作業でしている。

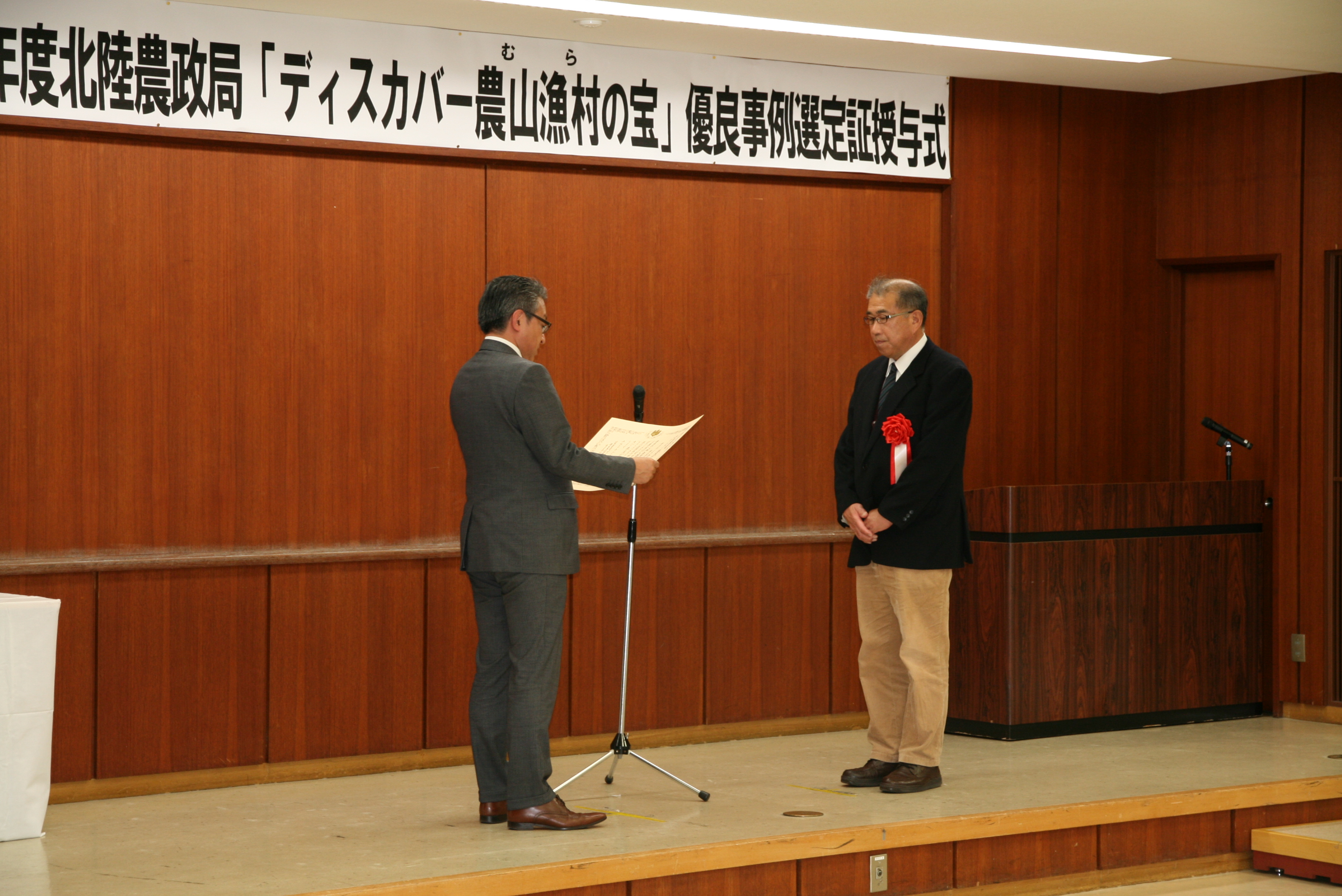
「ディスカバリー農山漁村の宝」優良事例の授与式に参加する細金剛代表

2018年（平成30年）には、同社が北陸農政局の「ディスカバリー農山漁村の宝」優良事例に選定された。12月11日、選定証授与式と意見交換会が石川県金沢市で開催され、代表の細金剛が出席した。
また、2019年（平成31年）からは食品貿易業を営む「三信新潟」と手を組み中国の富裕層向けに販売を始めた。海外向けブランド名は雪解けした水を使い栽培することから「雪曰」と命名。錦鯉の産地として海外からも有名である小千谷市に、錦鯉を買いに来る中国人の富裕層をターゲットとしていて、化粧箱に梱包し高級ブランドとして展開している。輸出先は上海や香港などである。

### しめ縄工房若栃

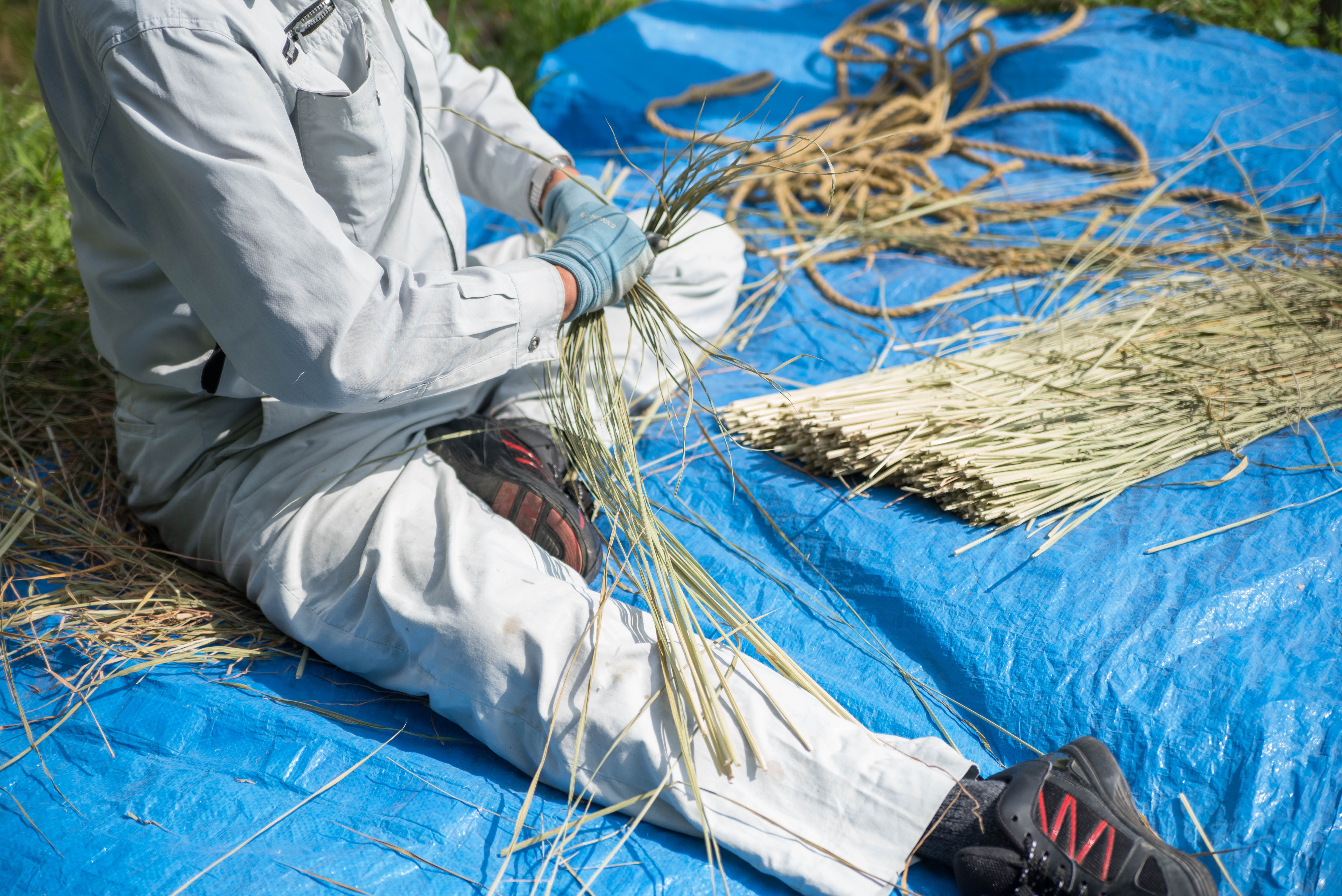
地元民によるしめ縄制作の様子

しめ縄工房若栃は、若栃集落でしめ縄製造を担い地域特産づくりを目的に活動している団体である。神社用の長さ2 mの大型のものから、地元産の松や梅もどき、豆殻などが飾り付けた「輪じめ」など注文に応じて生産している。また、製造体験の受け入れや週末に若者を加えるなどして、伝統の技の継承にも力を入れている。
近年では水稲品種の短茎化が進み、しめ縄の原料となる専用品種の調達が難しくなっている背景から、地元の休耕田で専用品種「みとらず」を栽培している。青刈りのため、収穫時期は7月下旬から8月。制作期間は11月中旬から始め、注文に応じて増産する。

### 若栃精機
1981年（昭和56年）に株式会社若栃精機が株式会社日本精機の下請け会社として設立される。同年12月1日に稼働開始。若栃を中心とした地区が結成した工場誘致委員会が同集落への工場誘致を（株）日本精機に希望していたが、山間豪雪地帯のため就職希望者が少数であったため誘致に失敗した。同委員会がそのまま工場設立委員会に変わり下請け会社の工場設立に至った。従業員は女性中心の20名程で、スピードメーターの組み立て作業を行っていた。
元々は、集落内の女性達は小千谷市や十日町市の業者から出機を内職で行うことが伝統的であったが、1982年（昭和58年）当時は、出機の業界の構造不況による受注低下や水稲生産調整などによる農業収入の落ち込みなどが懸念されていた。その背景から、上で述べた委員会が発足され、設立に至った。
1988年（昭和63年）、労働省出先機関の立ち入り調査で、排気口の設備と労働環境の整備を指摘された為、翌年の1989年（平成元年）県単独事業の「農業等就労促進事業」を導入し、改善を進めた。同指定事業は、施設建設費45 %を県、残りの65 %を市が負担し、農村定住化を促進する為のもので県単独事業としては、若栃が第2号となった。スタート時点は7 - 8名だったが、1989年（平成元年）4月からは、45名（パートを含む）となった。旧工場は、民家の1部を改良したものだったが、前述したように従業員が増えたことなどから、手狭になっていた為、若栃精機新工場建設は、願ってもない話だった。同年夏にはこれまでの活動が評価され、先般、第1次の認定通知があった為、土地調査と設計書作成の段階に入った。当初は、若栃集落の当時のコミュニティセンター付近の比較的広い土地を予定していたが、事前調査で基盤の土質が軟弱であった為、同集落内の別の土地を利用することとなった。冬には、若栃精機新工場建設は完成し、12月16日には竣工祝賀会が開かれた。施設の規模は鉄骨造りの2階建で総事業費は5014万円となった。

## 人物
- 田中宗養（1786年 - 1855年） - 江戸時代末期の会津藩主松平肥後守内の典医[71]。

## 災害

### 新潟県中越地震

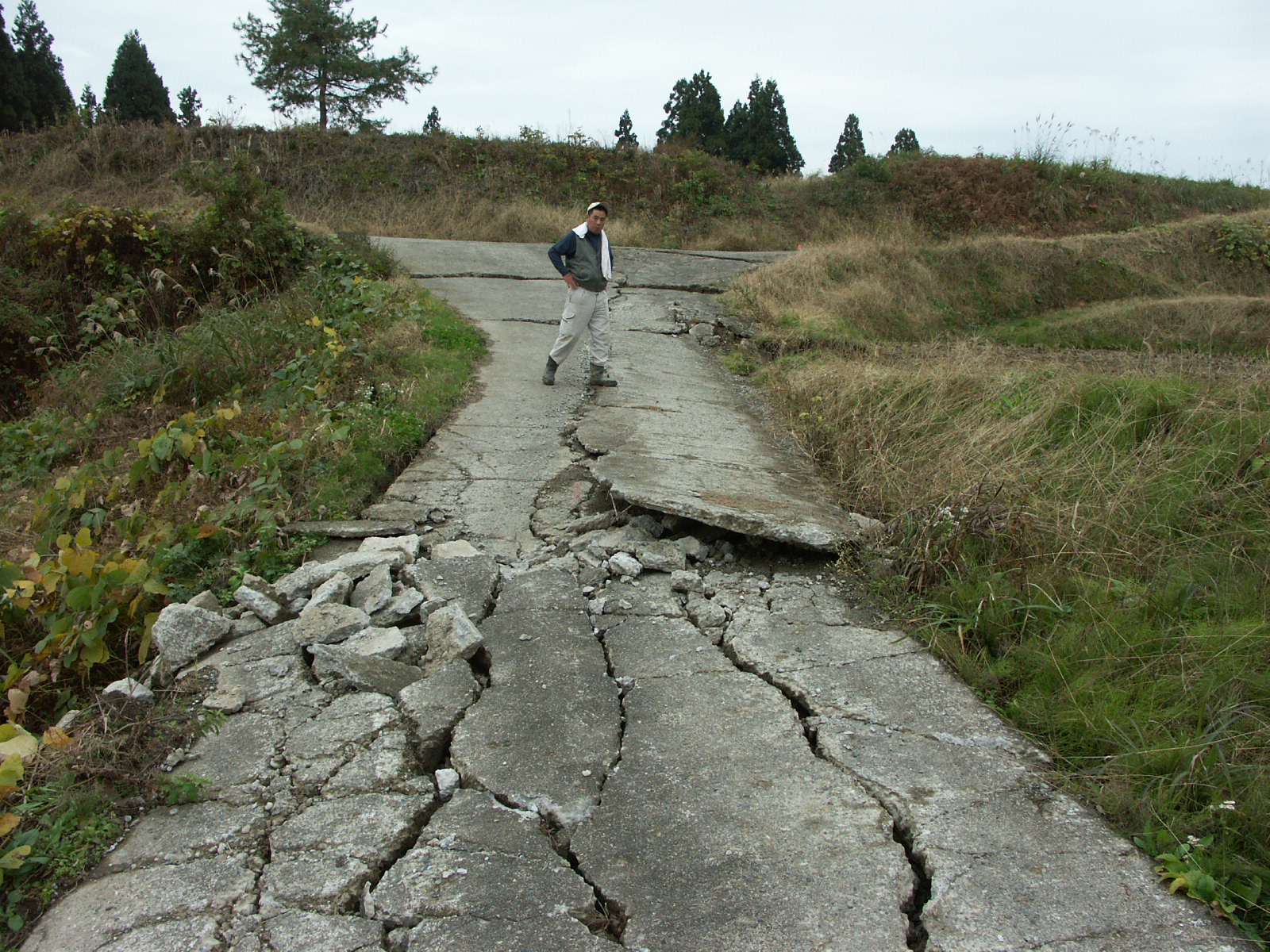
中越地震により農道が地割れが起きる

2004年（平成16年）10月23日の新潟県中越大震災では、全45世帯が損壊、棚田が崩れるなどの被害を受けた。かつて、約70戸人口300人ほどであったが、震災後は43戸170人ほどに落ち込んだ。

### 東日本大震災
東日本大震災の際、小千谷市は福島県南相馬市の被災者の受け入れを行なった。南相馬市は杉並区と友好都市であり、杉並区と防災協定などを通して友好関係にあった小千谷市では、杉並区を通して南相馬市から支援の要請を受けた。南相馬市から188名（最終的に114世帯 256名）の被災者が約1週間民泊による避難生活を送ることとなった。その際、地域単位で避難したいといった意見もあり、まとまった軒数受け入れ可能であった若栃集落がこれの受け入れを行なった。それにより、小千谷市内で、一箇所で最も多く被災者を受け入れた事例は、若栃集落の「農家民宿　おっこの木」で受け入れた13人であった。1週間の民泊期間が終わり、総合体育館、三洋半導体製造の寮に被災者が移った後も、しばしば被災者が若栃集落でお茶を飲んだり、農作業の手伝いをして交流を深めていった。その後も交流は続き、3月22日には、若栃集落センターで東小千谷小学校の児童が被災者の肩たたきや肩揉みのボランティアを行った。このことは、「心ほっこりいい話」（風濤社）で掲載された。
また、2011年（平成23年）、NHK総合テレビの番組『鶴瓶の家族に乾杯』の収録で、笑福亭鶴瓶に同行していた俳優の石田純一がおっこの木に来訪した。おっこの木で被災者により振る舞われた「ほっき飯」に舌鼓を打った。6月3日には福島県相馬市の被災者で小千谷市に避難している8人が民宿「おっこの木」で1日限定の「南相馬食堂」をオープンし、震災直後に受け入れをしてくれた恩返しとして、「ホッキ飯」「べんけい」などの郷土料理計6品を地元民などに振る舞った。また、同月ににわれた大わらじ作成にも南相馬市の被災者が参加した。

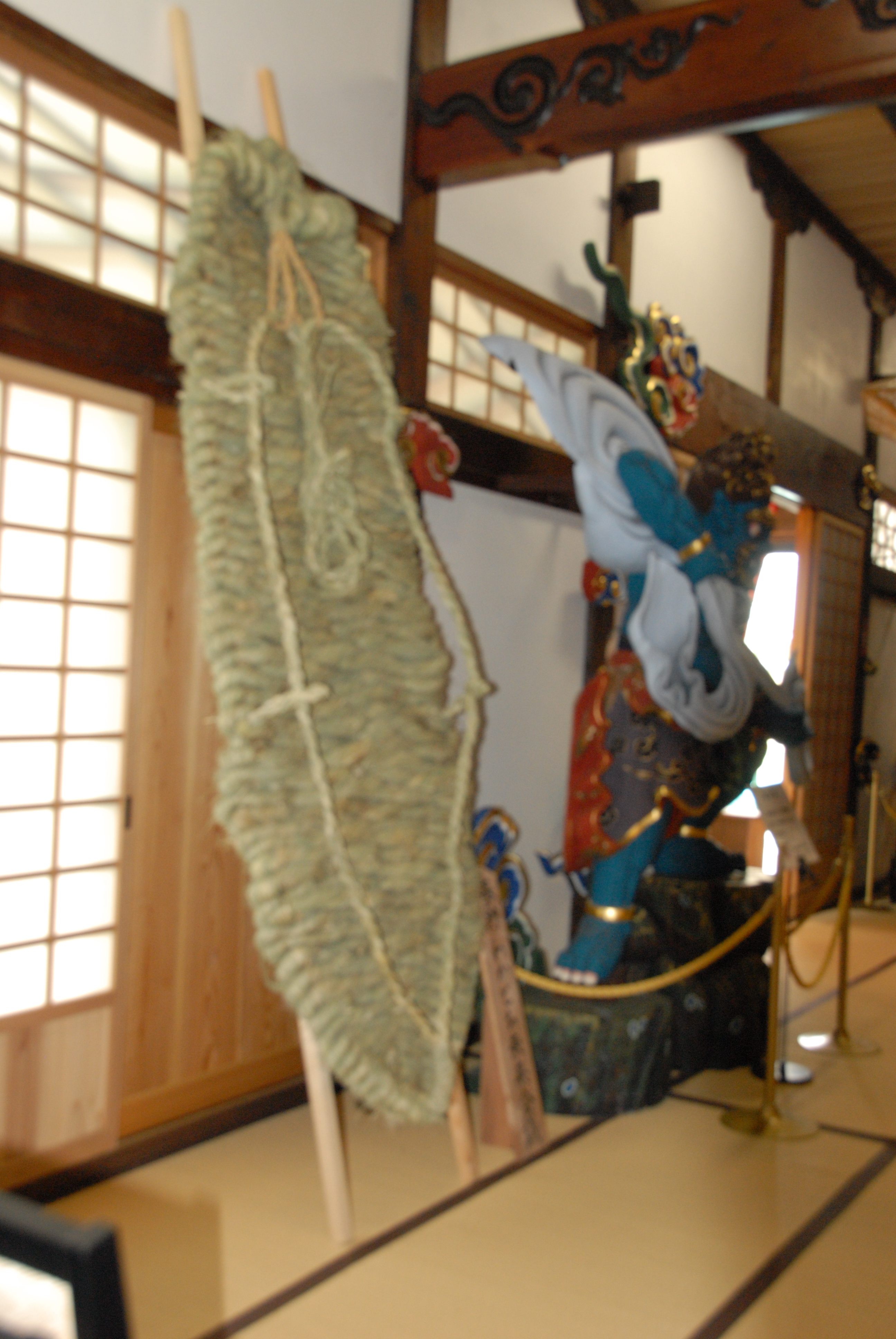
奉納したおおわらじ

震災から約1年が経とうとする2012年（平成24年）3月、前述した活動が小千谷市内でも認知されていき、作詞家の「きたの要」こと山崎勝が若栃集落の活動に感銘を受けて、被災者の想いを歌った曲「越後里から新相馬」を作詞、作曲。編曲は安達美登里、唄を新保功に山崎氏が依頼した。震災から約1年後の2012年3月4日には、お披露目会をおっこの木で開催した。これを受け未来会議が同曲の歌詞をおっこの木に保存し、南相馬市の被災者にも寄贈するため、欅板2枚を磨き上げ、これを歌詞板とした。2012年（平成24年）3月には、東小千谷小学校の児童が「南相馬の小学生に届けたい」という思いから、若栃で作った米1俵(30kg)を福浦小学校へ贈った。これを受けて、わかとち未来会議も1俵贈与した。
2013年（平成25年）、被災した南相馬市を支援するチャリティー・クラシックコンサート「日本の叙情歌とオペラ・アリア」(わかとち未来会議主催)が開催され、ソプラノ歌手の渡部則子、ピアニストの木戸俊輔が出演し、小千谷市内外から約100人が集まった。そして、2014年（平成26年）3月13日 から14日には、わかとち未来会議のメンバー14人が被災した福島県南相馬市を慰問した。震災直後に受け入れた下渋佐地区や浪江町などの被災者と再会し、1年前に開催したチャリティーコンサートの義援金約16万円や地元の米を届けた。
また、震災直後に若栃集落で受け入れた家族の内の1家族は未来会議メンバーの心温まるもてなしから、「他人のためになりたい」と若栃を離れた後、仙台市でボランティア活動を始めるようになった。

## 地域おこし

### わかとち未来会議

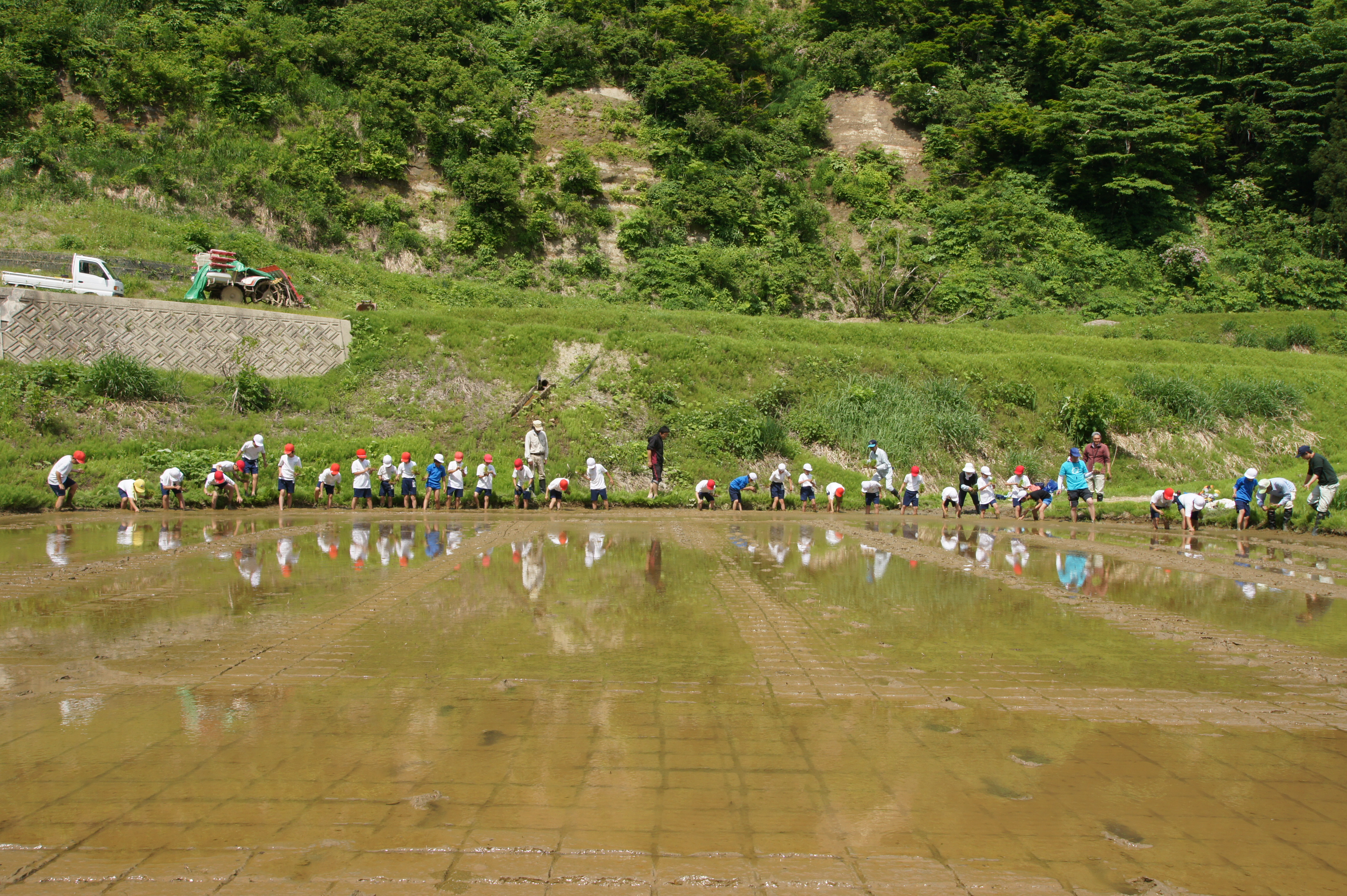
地元小学生の稲作体験の様子

わかとち未来会議は、市の農都共産室から旧若栃小学校の廃校利用が提案されたことをきっかけに2006年（平成18年）2月に発足した。男女25名で地震復興・地域おこしを目的に活動が始まり、伝統料理の伝承・若栃の歴史や地震の記録・フラワーロード作りなどの5つの班で構成されている。
2006年8月のNPO百万人のふるさと回帰支援センターの仲介による、早稲田大学生等の1泊2日農業体験で民泊を受け入れたことをきっかけに、その後の民泊受け入れ世帯が増える。また、これをきっかけに早稲田大学生が定期的に若栃集落を訪問するようになった。
グリーンツーリズムなどの観光業に対して積極的で、2008年（平成20年）11月末から12月にかけてグリーツーリズムの先進地4ヵ所(大分県宇佐市安心院町松本集落、岩手県遠野市、北海道新徳町と土幌町、福井県三国町）を手分けして視察。翌年の2009年（平成21年）2月に報告会を実施し、グリーンツーリズムの第一人者の青木辰司東洋大学教授を迎え、地域おこし団体の関係者80名が聴講した。また、中越大地震後に空き家となった古民家を民宿として活用するため購入・改修。購入費も含めて改装には千数百万円が掛かったが、約3/4は復興基金の補助を得た。後に農家民宿「おっこの木」を営業を開始する。
他にも2008年（平成20年）に、長岡市法末集落と若栃集落を結ぶ山道「嫁入り街道」を整備し約、60年ぶりに開通させた。2011年（平成23年）には、戊辰戦争史跡の慈眼寺山門の仁王像の大わらじ（長さ2.5 m、重さ約30 kg）を作成するなど、活動は多岐に渡った。
2014年（平成25年）には里山暮らしの価値や意義を考えることを目的とし、連続講座「わかとち楽校」を始めた。講師としては、立教大大学院教授 内山節、東大名誉教授 清水博、日本総合研究所主席研究員 藻谷浩介、民族研究家 結城富美雄などが務めた。

#### JICAとの交流
2008年（平成20年）1月には、独立行政法人国際協力機構（JICA）の招きでアルジェリア・インドネシア・パキスタン・スリランカ・トルコの政府関係者など11人と、JICA職員3人が震災復興を学ぶため、わかとち未来会議と交流した。きっかけは同行職員が中越大震災当時、小千谷市で慰問演奏会を行った際に収穫祭で歓待を受けたことだった。宗教などにより肉類アルコール類を口にできない職員がいることから、同年、1月27日に、新潟大学に在学しているレバノンからの留学生を招き事前講習会を行った。2月23日には地元民が神戸市にあるJICAの研修センターを訪れ再開、交流をした。
2008年から2013年（平成25年）の間、計6回JICA研修員などが若栃を訪問。訪問したのは前述した国に加えて、中国・ペルー・コロンビア・エジプト・フィリピン・メキシコで計70名以上になる。

#### 早稲田大学サークル「わっずふぁみりー」

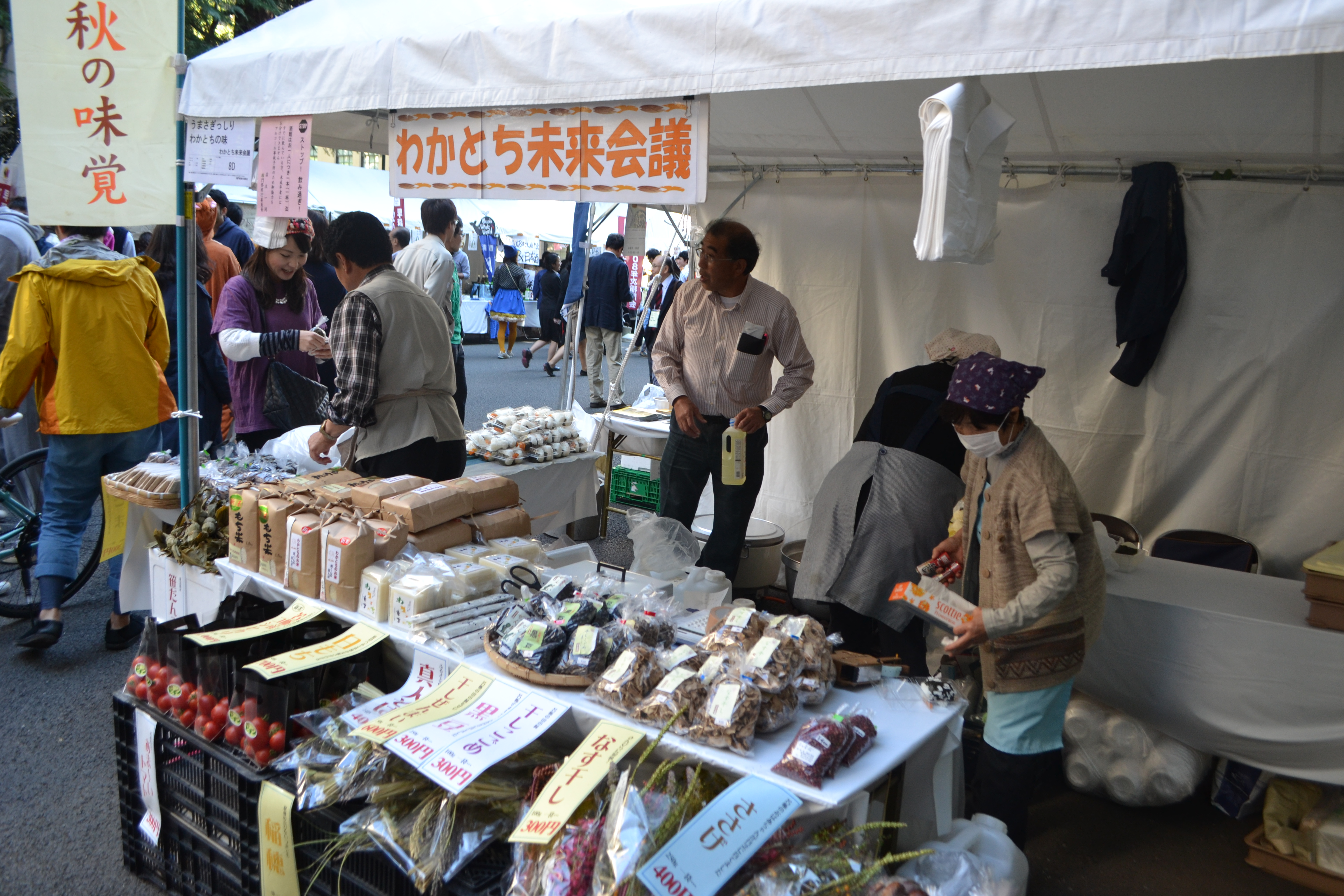
未来会議が稲門祭に出店した当時の様子

始まりは2006年（平成18年）ふるさと回帰支援センター（立松和平理事長）の仲介で「都市と農村の関係論」を学ぶ早稲田大学の学生18人が1泊2日で農作業などを体験し、8世帯が民泊を受け入れた時だった。この農業体験はNPOふるさと回帰支援センター発行の情報誌「百万人のふるさと」秋号に掲載された。
翌年2007年（平成19年）の若栃秋まつりにも早大生が訪れ、地ビール「早稲田」を120本販売した。その後、農村体験を経て東京に戻った後、池袋で若栃サークル「わっずふぁみりー」の結成を決定。サークル名の由来は「早稲田、若栃、立松和平さん、人の輪」などのたくさんの“わ”からきている。2007年10月20日と21日にわかとち未来会議が早大の稲門祭に参加し、模擬店を出店して地元の農作物などを販売。参加は学生達からの誘いであったが、出店の手続きの締め切りが過ぎていた。しかし、学生たちが手続きや手配や飾り付けなどの現地での準備を全て進めたことで実現に至った。持参した農作物（新米コシヒカリや野菜）は完売することができなかったが、おにぎりを作って売ったところ、大盛況で持参した米90 kgが売れ、同じくけんちん汁も早々完売した。未来会議の女性メンバー5人は自分達が食事をする間も惜しんでおにぎりやけんちん汁を作った努力が実り、参加者12名分の交通費は賄えるほどの売り上げとなった。また、未来会議メンバーが持参した稲穂を出店の飾り付けとして利用したところ、来場者の一人が結婚式の飾り付けに使いたいとの申し出があったため、無償でプレゼントしたところ大喜びした。以降、3度わかとち未来会議は稲門祭に参加している。
2008年（平成20年）3月22日、わっずふぁみりーとわかとち未来会議の共同主催で、旧若栃小学校で「当たり前に身の回りにあるものを見つめ直したい」をテーマに、映画上映会とライブイベント「いぶきのまつり-若栃小学校始業式」を開催。映画上映会では、ドキュメンタリー映画「6ヶ所村ラプソティー」を上映。また鎌仲ひとみ監督や新潟市で活動するミュージシャンが登壇した。会場が廃校舎であったため内履き持参で飲食の販売は給食に使っていた容器などを利用。また、教室内に展示スペースを設け、地元民の写真などの作品も展示された。来場者は200名以上。早い人は数日前から泊まり込みをしていた。
この年から1年を通し、農作業や祭事に継続的に参加したことで交流する機会が増える。同年5月10日と11日には田植えを体験し、枠転がしなどの昔の方法に挑戦した。この交流からは長岡造形大学など、他校からの参加者も早大生の呼びかけにより参加するようになった。同年の若栃秋まつりでは早大生がフリーマーケットで地ビールや効果が流れる栓抜きなどの早大グッズを出品。また、メインイベントである打ち上げ花火では学生が花火奉納をした。5月に田植えをした田圃の稲刈りと稲掛けを9月28日に行い、ここで収穫された米は稲門祭でわかとち未来会議が出品し、売り上げは「わっずふぁみりー」の活動資金に充てられた。
2010年（平成22年）には、完成した農家民宿おっこの木のお披露目会にわっずファミリーOBが参加した。また2012年（平成24年）、このサークル活動を通じてわっずふぁみりーのメンバーが学生らを仲介したNPO団体の職員と結婚。結婚を祝う会がおっこの木で行われ既に大学を卒業し散り散りになっていたOBたちが若栃に集結した。
以降、新潟大学や長岡造形大学、上越教育大学なども集落行事に参加することが増えるが、集落と大学生との交流の先駆けは早稲田大学生であった。

## 交通
- 北山線乗合タクシー[17]

1986年（昭和61年）に真人北部振興協議会と真人北部道路委員会、若栃集落を含む近隣集落の町内会が協力し、当時市之沢までしか運行していなかった越後交通の路線バスの区間延長を関係者各位に陳情。小千谷市内から県道小千谷56号線沿いは市之沢集落から順に山新田→若栃・芹久保→北山と点在していた。1987年（昭和62年）、県道小千谷-市之沢市内の本町から市之沢までとされていた過疎バスが約2.5 km延長され、若栃集落まで運行されるようになる。1日の朝昼夕の3往復で運行された。同年4月15日に若栃地内のバス始発所で式典が行われ、その後真人北部コミュニティーセンターで星野市長等と地元民で祝賀会が開かれた。式典には、地元民など約200名が集まった。延長が実現した背景としては、国鉄信濃川発電所5期工事での危険箇所解消、道路改良が進んだことや田中角栄元首相の尽力があった。
2004年、地元からの「吉谷町内の中を通る路線実現を」との強い要望があったことと、路線変更による支障がないことから路線変更が行われた。元々、小千谷-市之沢-若栃線は、四ツ子経由であったが、上ノ山4丁目から打越-吉谷保育園-吉谷小学校-高畑を通る経由に変更された。
2017年（平成29年）4月の市内バス路線の再編に伴い、吉谷、若栃地区と市中心部を結ぶ1路線が3月末に廃止された。代わりに4月からは乗合タクシーが導入された。